# رامبرانت
رامبرانت هارمنزون فان راین (به هلندی: Rembrandt Harmenszoon van Rijn؛ تلفظ: رِمبراند هارمِنس‌زون فان رَین) (زادهٔ ۱۵ ژوئیهٔ ۱۶۰۶ یا ۱۶۰۷ میلادی – درگذشتهٔ ۴ اکتبر ۱۶۶۹) نقاش هلندی و از چهره‌های دوران طلایی هلند بود.
رامبرانت هنرمندی بود که با ولخرجی سرنوشت خودش را نابود کرده ولی اگر او ولخرج نبود در این‌صورت رامبرانتی هم وجود نداشت.

## زندگی
رامبرانت نقاش معروف هلندی است که به سال ۱۶۰۶ در شهر لیدن به دنیا آمد و به سال ۱۶۶۹ درگذشت. نماینده بارز مکتب و سبک نقاشی هلندی و استاد سایه روشن در نقاشی است. رامبرانت پسر آسیابانی از مردم لیدن بود. مادرش او را به خواندن کتاب مقدس (تنخ و انجیل) ترغیب می‌کرد و به این سبب خیال هنرآفرین او هرگاه از مشاهده و تصور زندگی واقعی هلند فراغتی می‌یافت، بسوی شهر اورشلیم پرواز می‌کرد و داستان‌های مذهبی را مجسم می‌ساخت. هنگامی که به دانشگاه وارد شد اشتیاقی به آموختن دروس علمی نشان نداد. سرانجام شاگرد یکی از نقاشان محلی شد. پس از مدتی از معلم چشم پوشید و نزد خود به کار پرداخت. بیست و دو ساله بود که به آمستردام رفت و در آنجا به عنوان نقاش چهره‌نگار به کار پرداخت و محبوبیتی به دست آورد. در آمستردام ازدواج کرد اما در سال ۱۶۴۲ همسرش درگذشت. 
بی اعتنایی محیط نسبت به تجدد و تنوعی که او در کار خود به وجود آورده بود موجب شد که رمبراند کم‌کم از شیوه مورد پسند جامعه هلندی روگردان شود.
روح نقاشی رمبراند روشنی است. نقاش می‌کوشد از طریق تضادی که میان سایه روشن پرده خود به وجود می‌آورد فاجعه زندگی بشری و عشق آسمانی و اسرار روح و حقیقت چهره تصویر شده را نشان دهد. نقاش با محیط خود روابط خوبی نداشت و مردم چنانکه خود هنرمند انتظار داشت، قدردان هنرش نبودند. در سال ۱۶۵۷ با آنکه هنوز سفارش‌هایی برای کشیدن پرده‌های بزرگ به او می‌دادند وضع معاش هنرمند مختل شد، خانه خود را با مجموعه طرح‌هایی که در عمر خود گرد آورده بود فروخت و در یکی از محله‌های تاریک بیرون شهر آمستردام سکنی گزید. با اینحال آثاری که در این دوران به وجود آورده‌ است به هیچ وجه حاکی از ضعف روحی و فقر و بیچارگی نقاش نیست. حتی به رغم معیشت سخت، در پرده‌های نقاشی او جلوه رنگ‌های شفاف و طلایی و دقت در تحلیل قیافه و نمایش روح اشخاص بسیار بیشتر شده‌ است. در چهره‌هایی که رمبراند نقش کرده آنچه بیشتر جالب توجه است برق نگاه اشخاص است. وی در ۶۳ سالگی به سال ۱۶۶۹ درگذشت.
رامبرانت در سال ۱۶۵۶ عملاً ورشکست شد.

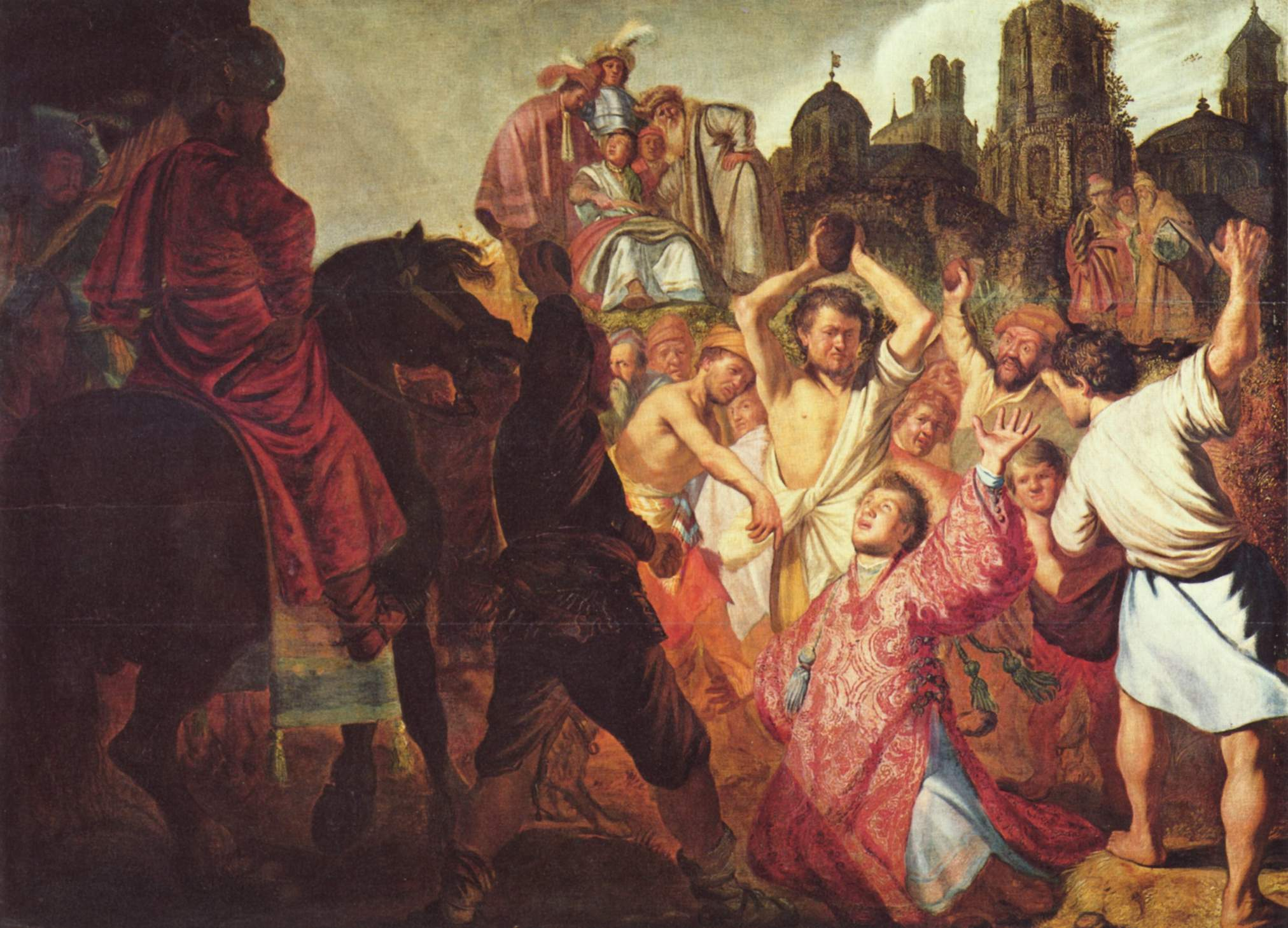
سنگسار کردن استیون قدیس، ۱۶۲۵.

## فعالیت هنری

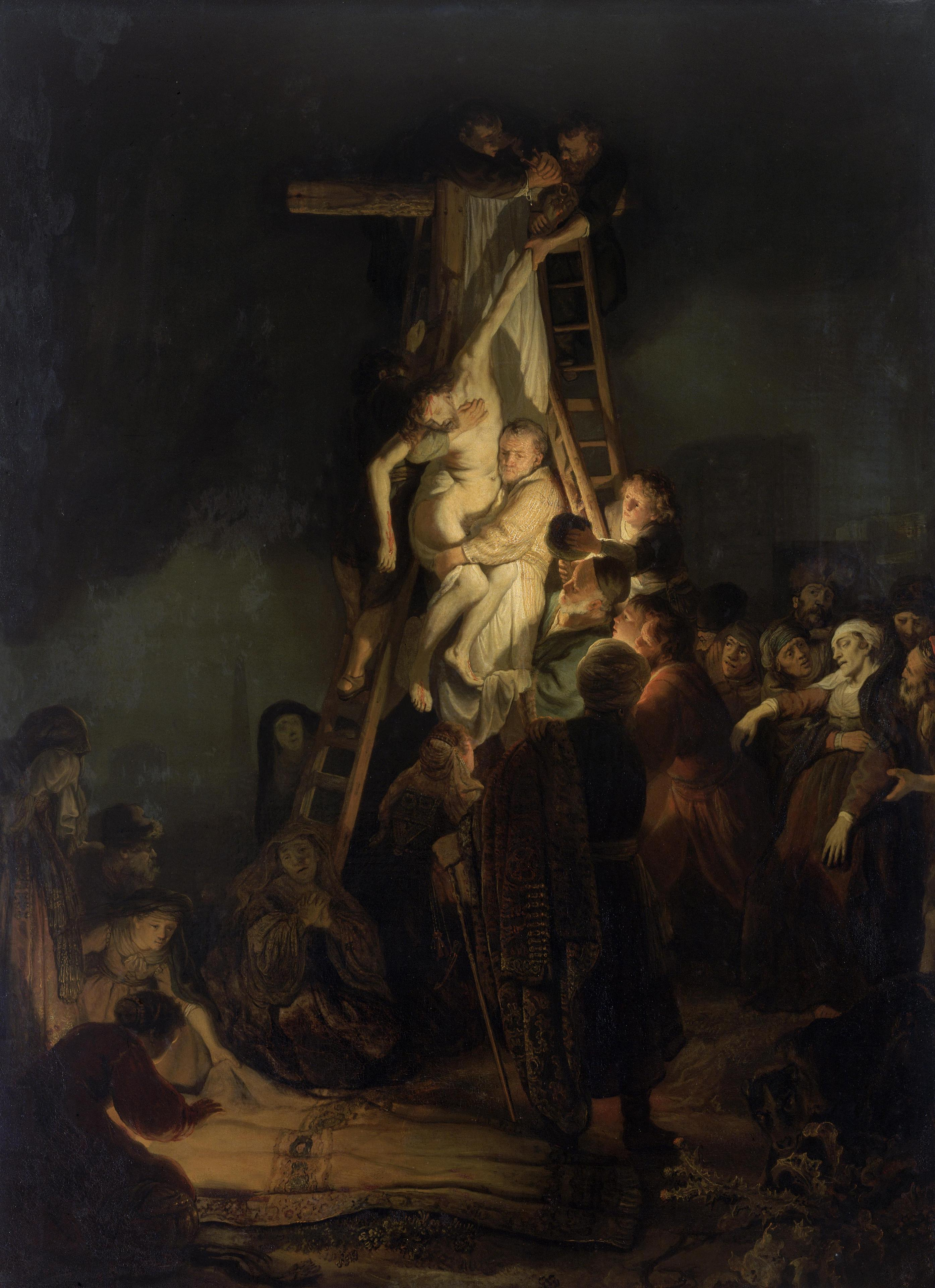
نقاشی نزول از صلیب ؛ رامبرانت

کار رمبراند در نخستین سال‌های فعالیت هنریش در آمستردام، از شیوه کار روبنس و دیگر نقاشان هلندی پیرو کاراواجو مانند هونتهورست متأثر بود؛ مثلاً در تابلویی چون شام در امائوس که به حدود ۱۶۳۰ مربوط می‌شود، موضوع را با درام برجسته‌ای - با ایجاد تضادی شدید میان نور و سایه - شبیه‌سازی می‌کند، و حتی از شیوه مأنوس نقاشان هم‌عصرش استفاده می‌کند و منبع نور را پشت یک شکل مانع قرار می‌دهد، که در اینجا سر مسیح است.
به سبب ژرف نگری در درون آدمی، قدرت تخیل، توانایی فنی و کثرت و تنوع آثارش، یکی از برجسته‌ترین هنرمندان اروپایی به‌شمار می‌آید. به‌علاوه او چاپگر و رسام نیز بود و در حدود سیصد باسمه از وی به جا مانده‌است. نخستین هنرمندی بود که اهمیت پرداختن به رنگ، نور و اسلوب رنگ‌آمیزی را برابر با اهمیت انتخاب موضوع دانست. هدف او کاوش در دنیای درون آدمی بود، خواه در خودنگاره‌هایی که از خودش و دیگران نقاشی می‌کرد، خواه در متون مذهبی که به تصویر کشید. کاربست اسلوب تدرج ملایم رنگسایه‌ها - از قهوه یی خاموش تا سفید تابناک - به او امکان داد تا حالت روانی متغیر آدمی را بنمایاند، که آن را روانشناسی نور نامیدند.
در آثارش، نور و سایه به آرامی و با ظرافت در هم می‌آمیزند، شکل‌ها را آشکار و پنهان می‌سازند، و کلیتی بصری سرشار از سکوتی روحانی و تعمقی فیلسوفانه پدیدمی‌آورد.

## نخستین نقاشی رمبرانت
برای کسانی که رمبراند را از رهگذر آثار دوران کمالش قضاوت می‌کنند و قدر می‌گذارند نخستین تابلو او ناامیدکننده می‌نماید. نخستین تابلو رمبراند که انتسابش به هنرمند کاملاً مورد تأیید قرارگرفته یک نقاشی تاریخ‌نگارانه است شبیه یکی از آثار استادش پیتر لاستمن و با عنوان سنگسارکردن استیون قدیس. این تابلو براساس داستانی دربارهٔ نخستین شهادت در تاریخ کلیسای مسیحی ساخته شده‌است. به موجب این داستان، استیون به کفر متهم می‌شود، او را به خارج از دیوارهای بیت‌المقدس می‌برند، و با سنگسارکردن از زندگی محرومش می‌کنند. در تابلو رمبراند، استیون روی زمین زانو زده و دست‌هایش را به بالای سربرده تا خود را در برابر سنگهایی که تا لحظه‌ای دیگر به سویش پرتاب می‌شود محفوظ نگاه دارد یا آنکه در آن حالت دست دعا و تضرع به سوی خداوند دراز کرده‌است. تکه سنگهایی که قرار است مغز او را داغان کند هر یک به اندازه یک نارنج درشت است. این لحظه بدی است… این تابلو اثر خیلی خوبی نیست؛ همه چهره‌های تابلو به طرف جلو می‌نگرند و در زمینه پیشین تابلو قرار دارند، به همان شیوه‌ای که کاراواجو در چنین تابلویی عمل می‌کرد، سراسر تابلو با نور بسیار درخشانی روشن شده‌است، به همان شیوه‌ای که لاستمن تابلوهای خود را با نور زیاد روشن می‌ساخت، البته به استثنای قسمت چپ زمینه پیشین تابلو که در آن یک اسب تنومند و سوارکار آن در سایه پررنگی نشان داده شده‌اند. این شیوه پدیدآوردن تضاد به صورت تاریک نشان دادن قسمتی در یک تابلوی سرار روشن می‌تواند نماینده تأثیر و نفوذ سبک کاراواجو باشد.
در هلند بسیاری از هلندیان پروتستانتیسم را بگرمی پذیرا شدند. هلندی‌ها در آن دوران با اسپانیای کاتولیک در جنگ بودند و همین انگیزه مناسبی بود که به پروتستانتیسم روی آورند. نیمی از هلندی‌ها همچنان کاتولیک باقی‌ماندند و نیمی دیگر به کالونیسم، لوتریانیسم، فرقه آناباپتیستها، فرقه منونایتها، و دیگر فرقه‌های کوچک مذهبی گرویدند، و آنگاه اختلافات مذهبی و به دنبال آن کشمکش‌ها و تعارض‌ها آغاز شد… یوهان وان اولدنبارنولت، سیاستمدار برجسته هلندی، به اتهام حمایت از معترضان (کالونیست‌های لیبرال)، سرش را از دست داد. در چنین محیط و فضای اجتماعی بود که رمبراند تابلو سنگسارکردن استیون قدیس را پدیدآورد. تابلویی که در واقع نمودار اعتراض هنرمند به کشته شدن اولدنبارنولت بود، و در عین حال، درخواست التماس‌آمیز هنرمند را برای دعوت مردم به تساهل و مدارای مذهبی مطرح می‌ساخت و فریادی بود که در طرفداری از صلح و آرامش برآورده شد. از این نظرگاه چنین به نظر می‌رسد که رمبراند، با قراردادن خود در صف معترضان و مخالفت با شاهزاده‌ای که سر انسانی را به همان سبب از تن جدا کرده بود، شجاعت و شهامتی نمایان از خود نشان داده‌است…
از اوضاع و احوال چنین برمی آید که شخص رمبراند در عین حال که فردی خداپرست و معتقد به مسیح بوداز هیچ‌یک از گروه‌های مذهبی فعال در آن دوران طرفداری نمی‌کرد، او از چهره همه گونه اشخاص اعم از کالوینیست‌ها، معترضان، منونیت‌ها، و یهودیان تصویرهایی تهیه می‌کرد.
حال اگر بخواهیم ترسیم این تابلو را از نقطه نظر ابراز شهامت و بی‌باکی رمبراند مورد قضاوت قرار دهیم و به این نتیجه برسیم که وی در آن زمان که معترضان مورد آزار قرار می‌گرفتند و به پشتیبانی شخصیتی نیاز داشتند با تهیه این تابلو به یاری آنان شتافت. با همه این احوال، یک نکته مسلم می‌نماید که رمبراند در انتخاب موضوع برای پرده‌های نقاشی خویش دقت کافی معمول می‌داشت تا این موضوع‌ها با معیارهای مشخص سازنده سبک خاص و مکتب مورد علاقه اش هماهنگی داشته باشد، او در سراسر زندگی خود از تورات و انجیل به عنوان منبع اصلی موضوع برای نقاشی‌هایش استفاده کرده‌است.
اکنون به این نکته بپردازیم که، ازنظر جنبه‌های کاملاً هنری در تابلو مورد بحث، چه چیزهایی مشخص‌کننده سبک خاص رمبراند می‌تواند باشد؟
مهمترین و چشمگیرترین نشان خاص رمبراند در این تابلو، احساس نیرومند پدیدآوردن یک درام است. در اغلب تابلوهای لاستمن، نقاش لحظه‌ای را برای نشان دادن اوج درام برگزیده‌است که لحظه‌ای کلیدی و بسیار حساس است و نقاشان تاریخ‌نگار همیشه مراقب بوده‌اند که در هر یک از تابلوهایشان چنین لحظه اوجگیری درام موجود باشد. لیکن در تابلوی سنگسارکردن استیون قدیس چنین می‌نماید که رمبراند راهی بهتر و مؤثرتر از آنچه بخاطر استادش رسیده بود یافته‌است: این فقط یک لحظه کلیدی محض نیست، بلکه لحظه‌ای کلیدی است که به حد اعلای عمق و تأثیرگذاری خود رسیده‌است و، در این تابلو، درست موقعی است که لحظه‌ای بعد استیون قدیس در نتیجه اصابت قلوه سنگی پریشان می‌شود.
برخلاف لاستمن که غالباً چهره‌های قهرمانان تابلوهایش را در یک چارچوب آرایش یافته با دکورهای لازم مصور می‌سازد، رمبراند چنین دکورهایی را به کنار می‌گذاردو چهره‌های قهرمانان تابلو را کاملاً در پیش زمینه تابلو می‌نشاند و، بدین ترتیب، در سیمای بیننده، به محض نگریستن به تابلو، حالت شور و هیجان پدیدار می‌شود. چهره‌ها نیز در تابلوهای رمبراند، برخلاف اغلب تابلوهای لاستمن، آرام و آسوده نیستند، بلکه سرشار از احساس و شور تند می‌نمایند.
رمبراند با سبک خاص خود از مرزهای نقاشی با شیوه روایتگری بسی فراتر رفته و حتی مرزهای چنان نقاشی را که می‌توان روایتگری دراماتیک نامید پشت سرنهاده بود. رمبراند لحظه قاطع درام را نقاشی می‌کرد؛ بنابراین، رمبراند نه نقاشی تاریخ‌نگار یا روایتگر، بلکه درام نگاری جوان بود.

## مضامین نقاشی‌های رمبراند
رمبراند تابلوهای زیادی هم به صورت سفارشی و هم به صورت غیرسفارشی کشید که می‌توان آن‌ها را برحسب تاریخی، اسطوره‌ای، پرتره‌های سفارشی گروهی و نقاشی‌های ژانر طبقه‌بندی نمود. بعضی ار جالب‌ترین آثار رمبراند را این گونه مضامین تشکیل می‌دهند. کلمه ژانر که یک اصطلاح است به نقاشی‌هایی گفته می‌شود که صحنه‌هائی از زندگی عادی و چیزهای محلی و سوژه‌های این دنیایی و معمولی را نشان می‌دهند. در هلند قرن هفده سوژه‌های ژانر بسیار محبوبیت داشت. محبوبیت آن‌ها خیلی هم عجیب نبود، چون خصوصیت مردم هلند را نشان می‌داد. آن‌ها کشور و سرزمین و جامعه‌شان را دوست داشتند و می‌خواستند تصویرشان به هنگام کار یا بازی ترسیم شود. آن‌ها همچنین تابلوهای راجع به فقر را دوست داشتند.
به هرحال یکی از سوژه‌های مورد علاقه رمبراند، فیلسوف یا دانشمندی است که در مکانی به حال اندیشیدن دیده می‌شود که او با این سوژه توانست آرامش تفکر و ارتباط با خداوند را در مکانی خلوت به تصویر درآورد.
بعضی از نقاشی‌های تاریخی و اسطوره‌ای علی‌رغم عدم تمایل کامل رمبراند در مضامین اسطوره‌ای نیز دارای اهمیت‌اند. ریشه سوژه‌های اسطوره‌ای در تاریخ هنر در سنت دیرینه کلاسیک یونان و تفکر رومی نهفته‌است و علاقه رمبراند علی‌رغم تحصیلات کلاسیکش در دانشگاه لیدن به واقعیتی بود که بتواند الهام را در خصوصیت قهرمانی اسطوره بیابد. در واقع «دیانای» او با الهه شکار بودن فاصله دارد و Danaë که یکی از تصاویر مهم او از بدن برهنه‌است گرمی و طراوت زنی جوان را تماماً دارد و دارای چنان احساسی از واقعیت است که ژوپیتر به صورت رگباری از طلا به هنگام دیدن او به‌طور ناگفتنی مضحک بنظر می‌رسد.

درس آناتومی دکتر نیکلاتولپ، ۱۶۳۲.

سفارش‌های گروهی رمبراند شامل بعضی از مهم‌ترین و سمبولیکی‌ترین آثار او نیز می‌شود. اولین سفارش بزرگ که مطمئناً در کسب شهرت او مؤثر بوده تابلوی درس آناتومی دکتر نیکلاتولپ می‌باشد. این اثر به هنگامی نقاشی شد که رمبراند بیست و دو سال داشته و این اولین کوشش او برای در یکجا نشان دادن تعدادی آدم در یک نقاشی پرتره‌است. این تابلو توسط صنف جراحان سفارش داده شد تا در سالن تشریح آویخته شود و اگرچه آن دارای وحدتی کافی نیست- افراد مختلف در تابلو بنظر می‌رسد که در درس شرکت ندارند- ولی با وجود این برای جوانی به سن او کار قابل توجهی به حساب می‌آید. دکتر تولپ با شکل خشک و رسمی خود در حال تشریح بدن برای گروهی از جراحان است ولی دو نفر سمت راست بنظر می‌رسند که از دیگران جدا گشته و جلب این شده‌اند که در بیرون چه می‌گذرد. نحوه تنظیم نور خیلی بازتر و مستقیم تر از آنچه که معمولاً در آثار رمبراند وجود دارد می‌باشد. نور روشن است و افراد کامل کشیده شده و با فواصل مساوی پخش گردیده‌اند. اگرچه این امر به‌طور تحسین‌برانگیزی با هدف تناسب دارد ولی با سایر پرتره‌های گروهی زمان خودش متفاوت است زیرا به جای سعی در بیان حالت مجموعه چهره‌ها و اندام‌ها هر یک با اهمیت خاص خود جدا قرارگرفته‌اند، رمبراند در اینجا خواسته سعی کند برصحنه تا اندازه‌ای حالتی دراماتیک واقعی بدهد که تا حدی ولی نه به‌طور کامل در این امر موفق شده‌است، در تابلوی شبگردان این وحدت به دست آمده و با استفاده از کیاروسکوری قوی در تابلو صحنه را واقعی تر می‌نماید.
در آخرین و بزرگترین سفارش خود یعنی «سران صنف پارچه فروش» باز هم نور مسطح است و از سایه‌های عمیق و پرطنینی که در تابلوی شبگردان به وفور دیده می‌شود اثری به چشم نمی‌خورد. گروه پنج نفری صنف پارچه فروش با یک پیش خدمت در زمینه عقب در سرتاسر تابلو به‌طور مسطح پخش شده‌اند و هر یک از گروه پنج نفری استعلام بیننده را می‌طلبد. رمبراند اغلب سوژه‌هایی را دوست داشت که در آن‌ها کاراکترهای مختلفی بتوانند با یک هدف مشترک وحدت یابند و او احساس کرد که این عمل به او فرصتی خواهد داد تا تفاوت حساس کاراکترها را مطالعه کند. هرگاه بتوان با این راه ساده دربارهٔ خصلت مردی صحبت کرد همانا یکی از خصوصیات استعداد رمبراند را آشکار ساخته‌ایم.

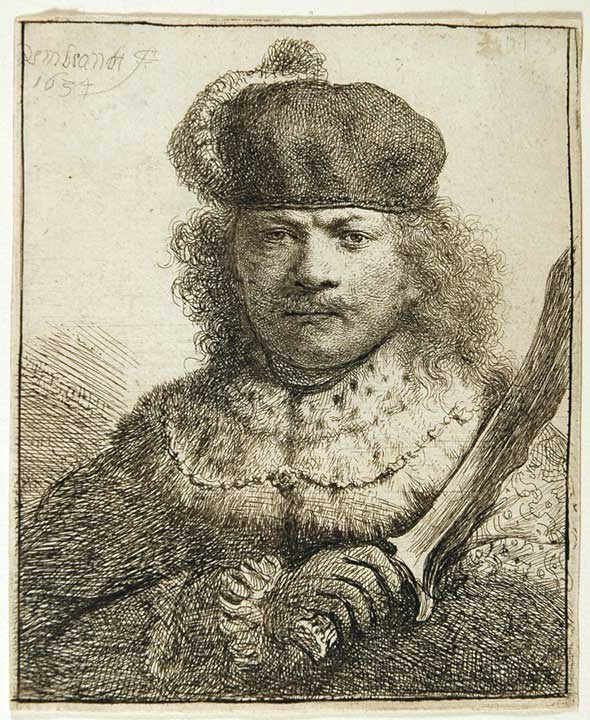
خودنگاره-اچینگ، ۱۶۳۴.

## گراوورهای رمبراند
ذوق هنری رمبراند شیوه‌های گرافیک، از جمله چاپ دستی تیزابی را نیز دربرمی گیرد. در اینجا نیز او در میان سرآمدان قرار می‌گیرد و شانه به شانه آلبرشت دورر، استاد بزرگ و گراورساز اصیل می‌ساید. گراور تیزابی که در نخستین سال‌های سده هفدهم تکمیل شده بود سریعاً دنبال گردید، چون در مقایسه با حکاکی، به مراتب سروسامان پذیرتر بود و درکشیدن طرح، آزادی بیشتری به هنرمند می‌داد. در گراورسازی تیزابی، یک لوح مسین را با لایه‌ای از موم یا روغن شفاف می‌پوشاندند و سپس طرح یا تصویر را با یک سوزن یا قلم گراورسازی یا هر ابزار نوک تیز دیگر روی آن می‌کشند و لایه روغنی مزبور را در نقاط پیوسته طرح یا تصویر از روی لوح مسین می‌زدایند ولی برشی در سطحش ایجاد نمی‌کنند. این لوح، آنگاه در ظرفی پُر از اسید فرو برده می‌شود؛ اسید، بخش‌های بی روغن شده فلز را می‌خورد و به بیان دیگر، همان کاری را انجام می‌دهد که قلم کنده کاری در شیوه حکاکی انجام می‌دهد. نرمی لایه روغن، به هنرمند گراورساز، در مقایسه با هنرمند حکاک چوب یا فلز که مستقیماً روی سطح مقاوم چوبی یا فلزی کار می‌کند، آزادی بیشتری می‌دهد. بدین ترتیب، پیش از اختراع لیتوگراف (درسده نوزدهم)، گراورسازی تیزابی، آسان‌ترین شیوه در هنرهای چاپی و شیوه‌ای بود که طراحی و چاپ ظریف‌ترین خط و رنگ را میسر می‌ساخت.
اگر رمبراند هیچ‌گاه نقاشی نکرده بود باز به علت باسمه‌هایی که چاپ کرده بود هنرمندی نامدار می‌شد، همچنان که در دوران زندگی خود چنین بود. چاپ و فروش باسمه از منابع اصلی درآمدش بود و او غالباً در لوح‌های فلزیش تجدیدنظر می‌کرد تا بتواند ویرایش یا نسخه تازه‌ای از هر باسمه یا گراوور به بازار هنر برساند.

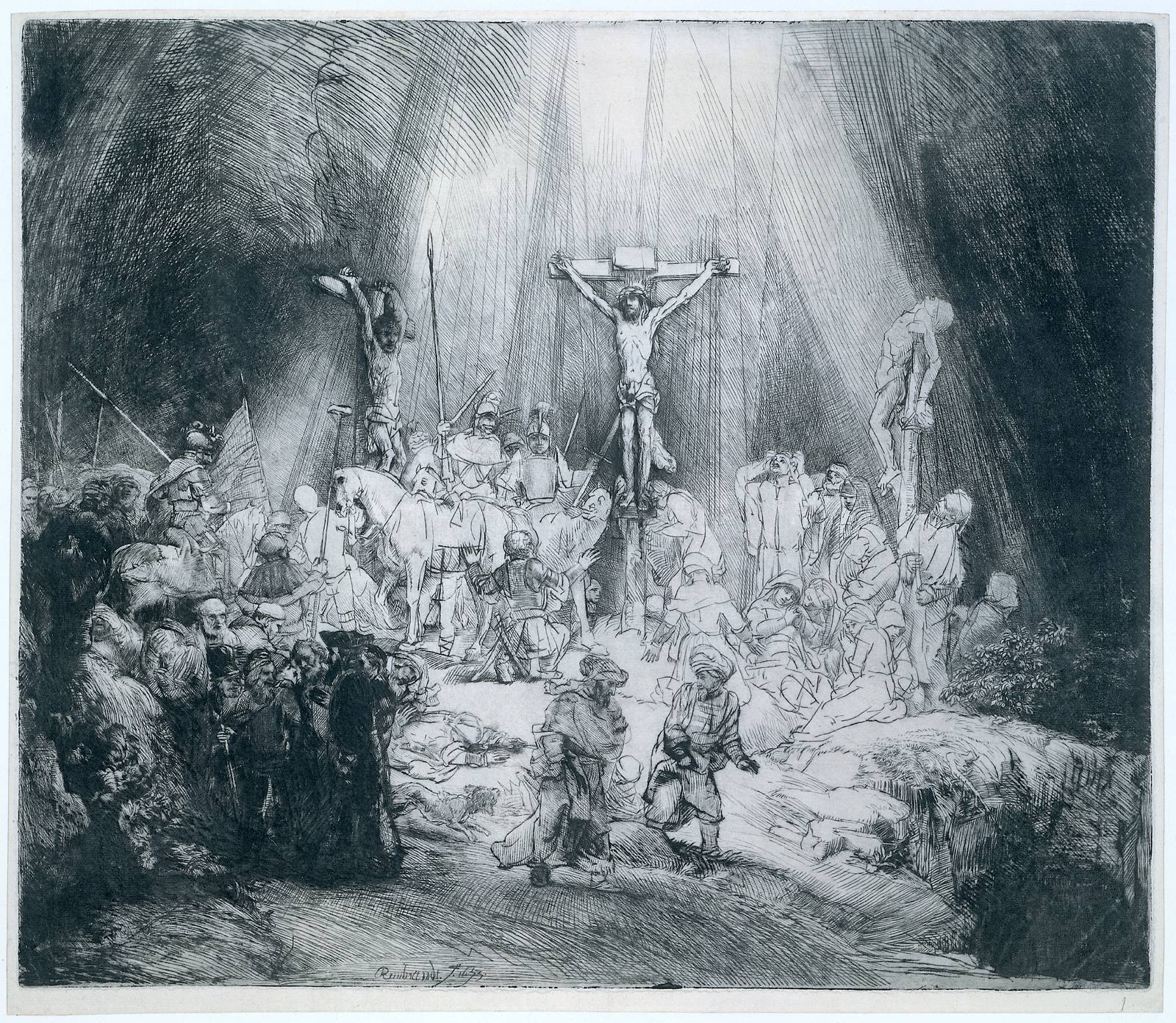
سه صلیب، ۱۶۵۳.

درتصویر روبرو مرحله یا نسخه چهارم گراوور سه صلیب او را نشان می‌دهد. در نسخه‌های پیشین، او تپه کالواری را به شکلی بسیار زیبا و تاریخی، با انبوه سربازان و تماشاگران، تماماً با شیوه‌ای توصیفی و بسیار پرزحمت، شبیه‌سازی کرده بود. در این آخرین نسخه، آنچه مطرح می‌شود نه اهمیت تاریخی بلکه اهمیت نمادین تپه مزبور است. رمبراند که گویی حوصله اش از جزئیات پیشین سررفته بود، بیشترین بخش آن را با ضربات سخت و رو به پائین سوزن گراورسازیش حذف کرد تا آنکه به نظر می‌رسد آنچه به توفانی از خطوط سیاه شباهت دارد از آسمان به زمین می‌بارد، و بخشی از صحنه را برفراز سر مصلوبان روشن نگاه داشته‌است. در اینجا آشکارا اثبات می‌شود که رمبراند می‌خواسته بگوید که «کل داستان کتاب مقدس، برای آن است که آدمی را به سوی صلیب هدایت کند».
هنر رمبراند در آخرین سال‌های زندگیش، عملاً از سوی معاصرانش پذیرفته نمی‌شد، هرچند گاهگاه مأموریت‌های مهمی چون کشیدن تابلوی سران صنف پارچه فروش نیز به وی واگذار می‌شد. هنر رمبراند در این سال‌ها بسیار شخصی و بسیار خودمدارانه بود؛ بسیاری از هنرشناسان، مانند بالدینوتچی زندگی‌نامه‌نویس ایتالیایی، معتقد بودند که رمبراند نقاش بی ذوقی بودکه به شکل‌های زشت توجه داشت و رنگ را از یاد برده بود. این پیشداوری تا سده نوزدهم نیز به اعتبار خود باقی بود، تا آنکه در این دوره نبوغش مورد تأیید و تصدیق قرار گرفت. امروزه او به عنوان یکی از بزرگترین استادان سنت نقاشی و گراورسازی، نقاشی پرتوان، و مفسر بی‌مانند مفاهیم پروتستانی کتاب مقدس شناخته می‌شود. در روزگار ما، او الگویی برای هنرمند معاصر، و استادی منزوی و شجاع تلقی می‌شود که راه خویش را بدون ترس از سوء تفاهم‌هایی که احتمالاً فرا راهش قرار خواهند گرفت به سوی قله‌های تازه می‌گشاید.

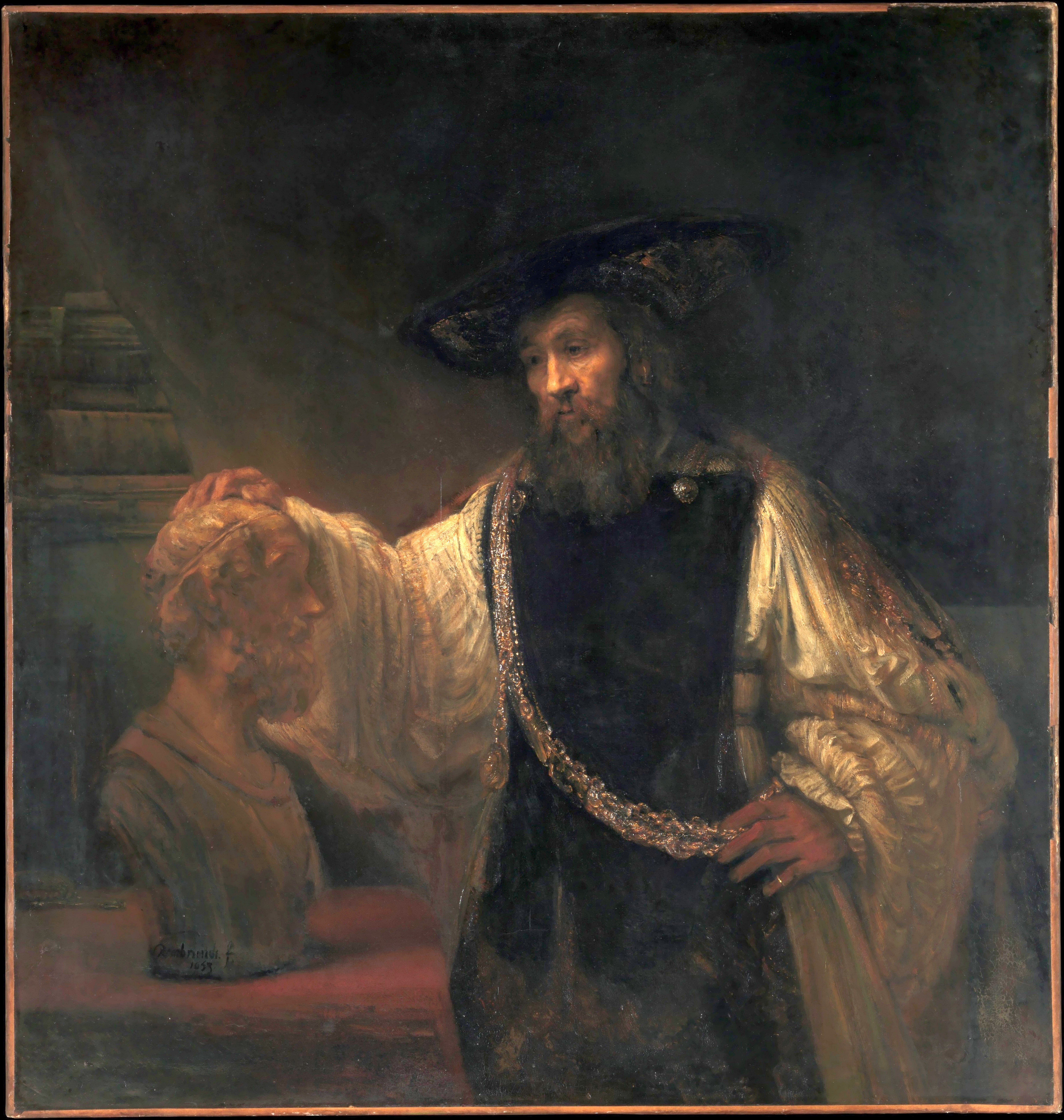
ارسطو در کنار مجسمه نیم تنه هومر، ۱۶۵۳.

## یادی از مردان بزرگ
رمبراند در جوانی با تاریخ روم و شعرهای حماسی یونان آشنا شد و زمانی که توانست از راه فروش تابلوهایش درآمدی کسب کند، سرمایه اندکی را صرف خرید نیم تنه‌های امپراطورهای روم و فیلسوفان یونان کرد. یکی از این مجسمه‌ها نیم تنه هومر، داستان سرا و شاعر یونانی، است و احتمالاً همان نیم تنه‌ای است که در تابلو دیده می‌شود. هرچند دربارهٔ زندگی این شاعر بزرگ سؤالات و اسرار گوناگونی وجود دارد و آنچه در دست است تنها گوشه‌ای از حقایق است، اما این نکته که هومر نابینا بوده‌است حقیقتی است ک همه تاریخ نویسان برآن اتفاق نظر دارند.

## تعمق ارسطو در مجسمه هومر
ارسطو حدود پانصد سال پس از هومر می‌زیست. او در هلند پس از شخصیت‌های کتاب مقدس، مشهورترین فرد از دوران باستان است. به نظر می‌رسد ارسطو پس از بررسی چهره شاعر با حالتی فیلسوفانه به نقطه‌ای در دوردست خیره شده‌است. تمام مطالعات ارسطو در درجه نخست بر اساس مشاهده و تجربه مستقیم بود و شاید به این دلیل در شگفت است که چگونه هومر با وجود نابینایی توانسته‌است زندگی و طبیعت را صادقانه و حقیقی در اشعارش تجسم بخشد. اما مضمون نقاشی یقیناً نابینایی هومر نیست، بلکه نعمت داشتن چشم بصیرت است.

## ارتباط سه مرد با یکدیگر
چهره ارسطو که در فضای تیره‌ای محصور شده‌است، با زنجیری که به گردن دارد همسان با سر مرمرین می‌درخشد. چنین به نظر می‌رسد که جلیقه سیاه فیلسوف مانند پایه مجسمه هومر تکیه گاه سر فیلسوف است. مدالی از زنجیر طلا و نقره به گردن او آویزان است که چهره مشهورترین شاگردش، اسکندرکبیر، برآن حک شده‌است. زنجیر تا دست چپ فیلسوف امتداد یافته و از طریق آستین نگاه را به سوی چهره او بازمی‌گرداند. آستین دیگر لباس، ارسطو را به هومر ارتباط می‌دهد. با تکرار رنگ کرم نیم تنه در سراسر آستین، رمبراند این دو را بیشتر یه یکدیگر مرتبط می‌سازد و نوری که چهره و آستین ارسطو را روشن می‌کند بر چشمان نابینای هومر نتابیده‌است رمبراند با قرار دادن نیم تنه روی میزی با رومیزی قرمز بر آن تأکید نموده‌است.

## آثار شاخص
- بازگشت پسر نافرمان (۱۶۶۶)
- سران صنف پارچه فروش (۱۶۶۳)
- شام در امائوس (۱۶۲۹)
- سلاخ خانه (۱۶۵۷)

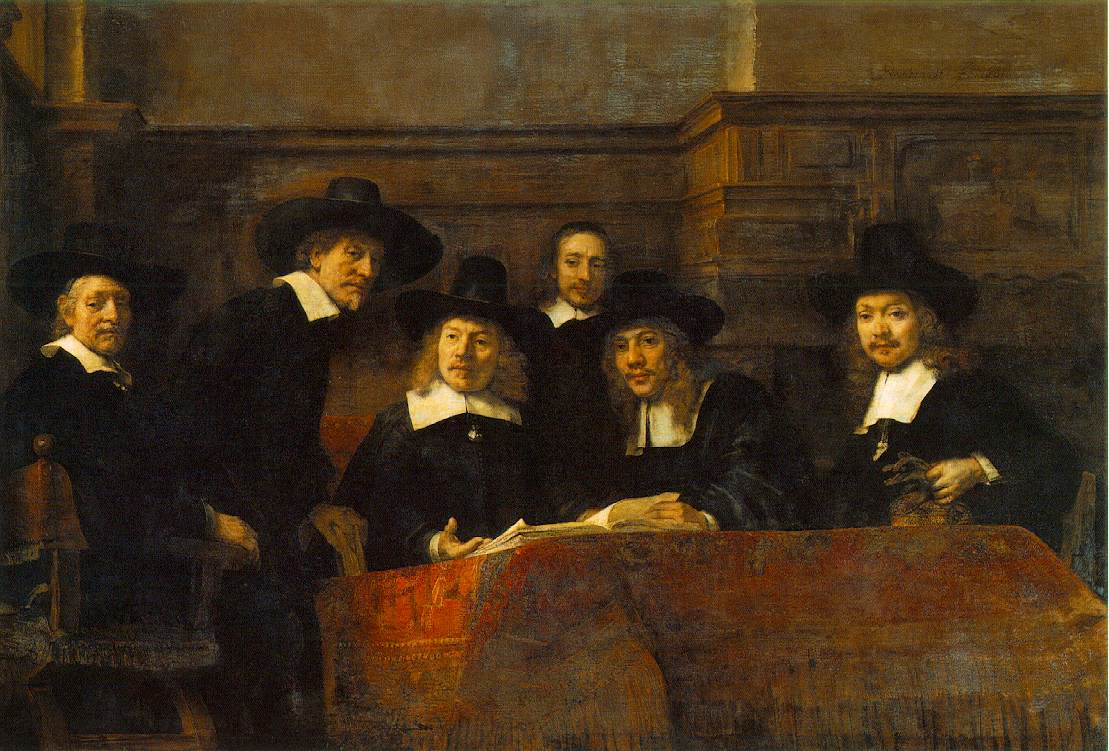
سران صنف پارچه فروش، ۱۶۶۳.

- یعقوب درحال تبرک پسران یوسف (۱۶۵۶)
- پرتره زوجی به نام اسحاق و ربکا (حوالی ۱۶۶۵ میلادی)
- گشت شبانه (۱۶۴۲)
- دانائه (۱۶۳۶)

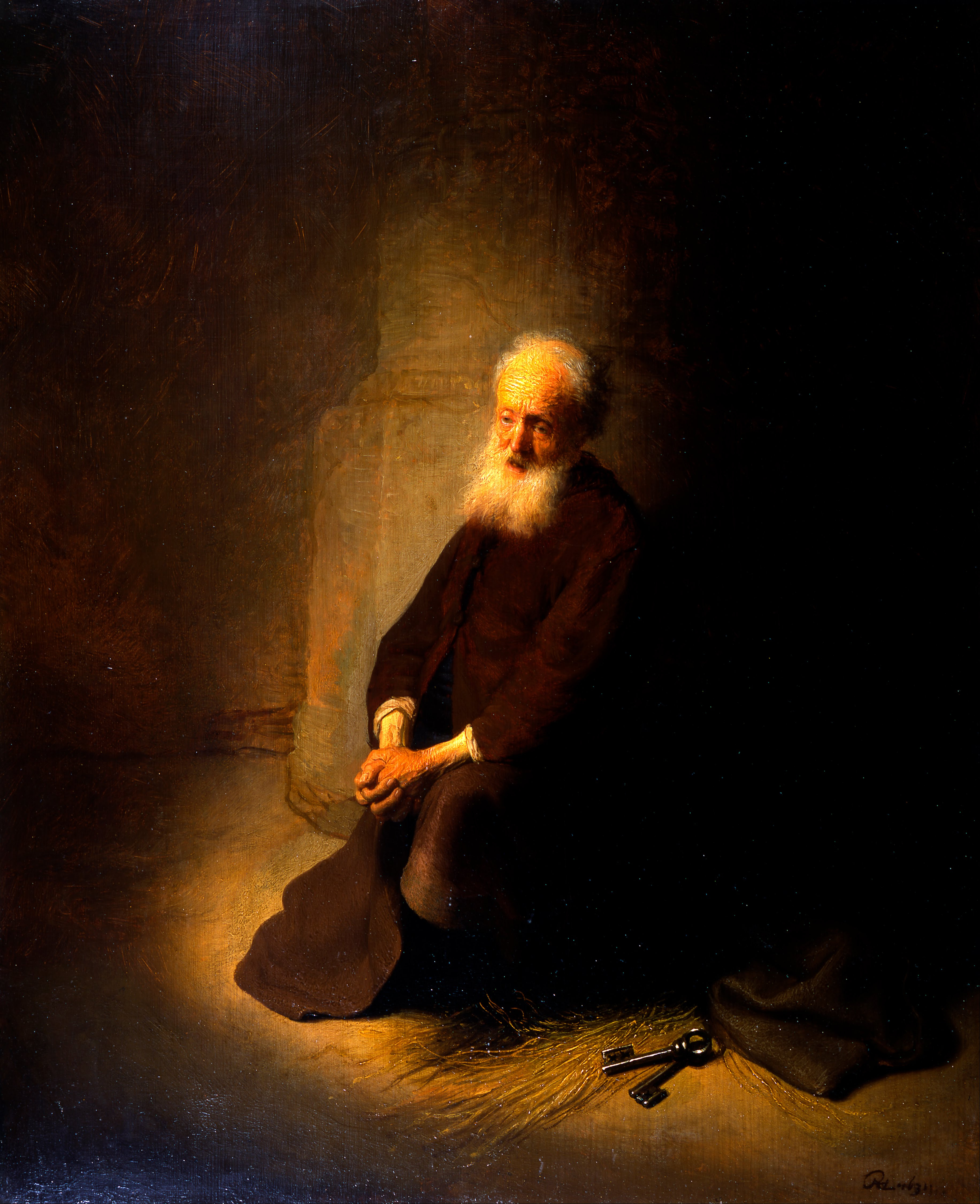
پِطرُس در زندان ۱۶۳۱ م. موزه اسرائیل
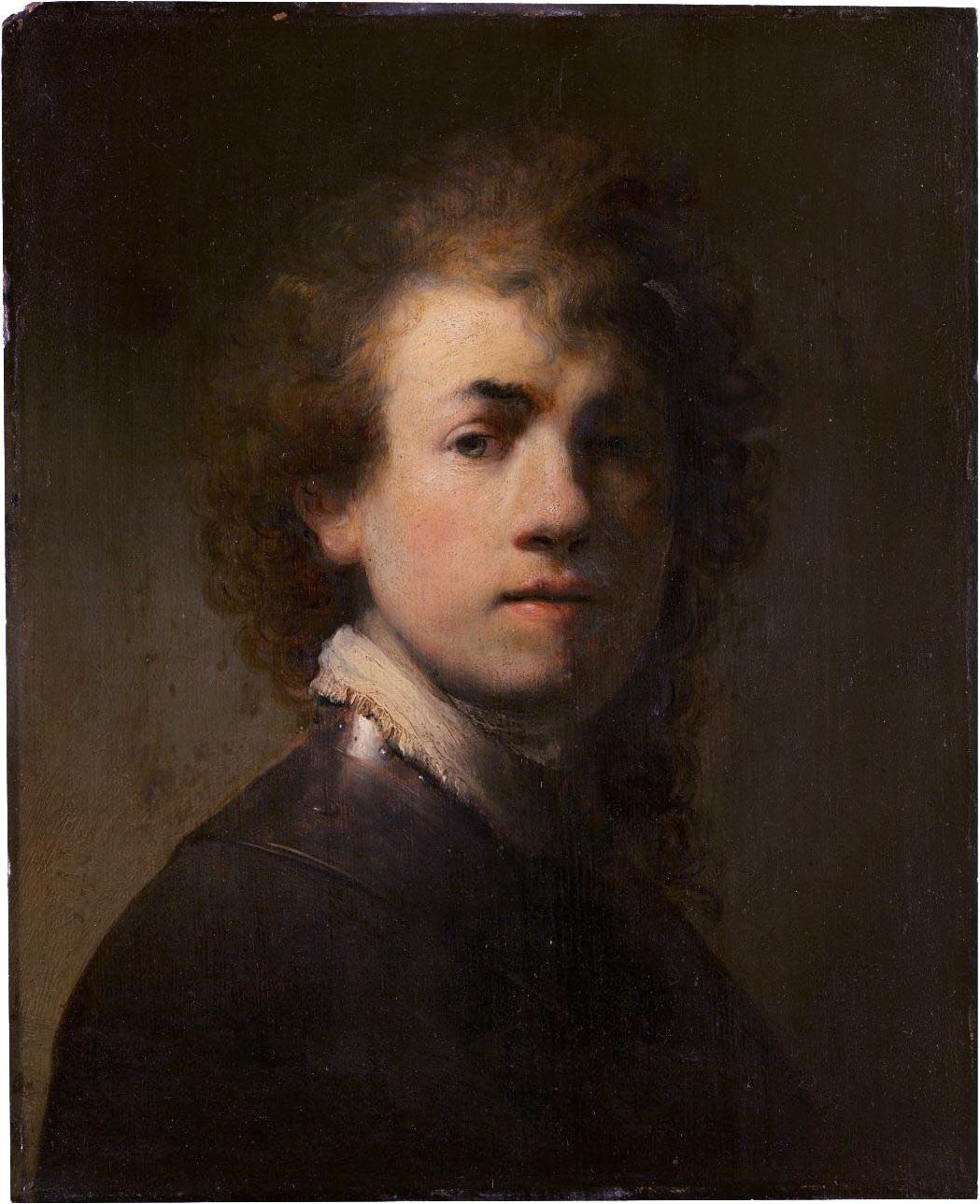
خودنگاره (احتمالاً۱۶۲۹)
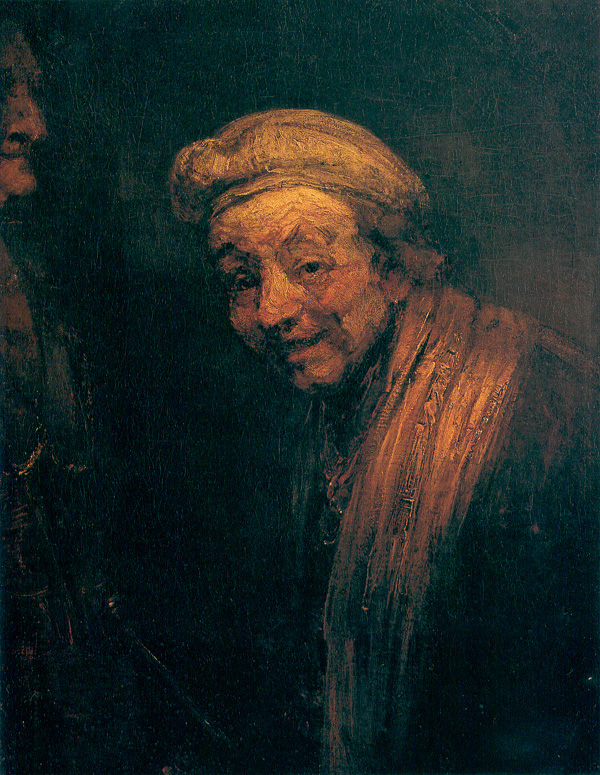
خودنگاره (احتمالاً۱۶۶۲)
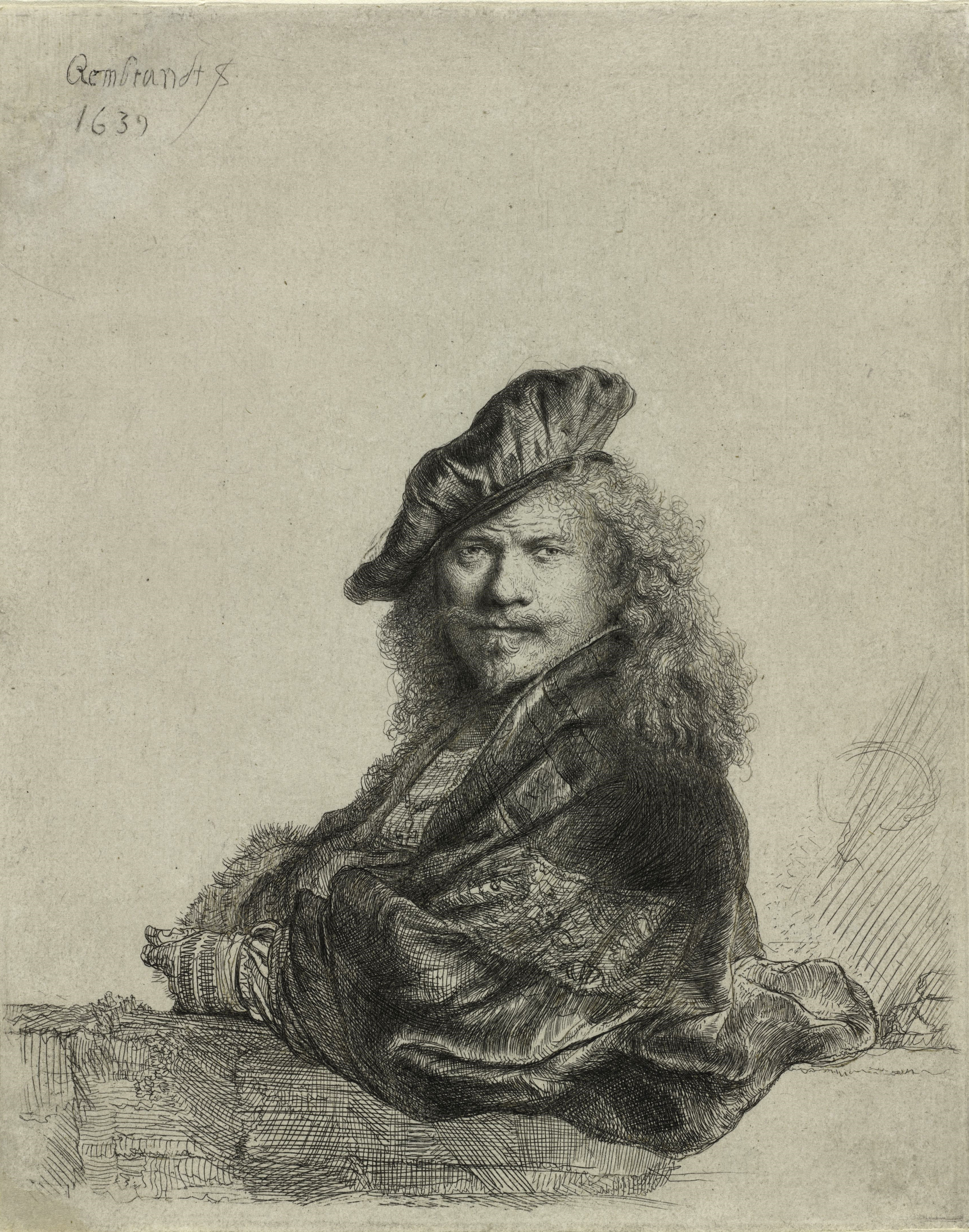
خودنگاره (احتمالاً۱۶۳۹)
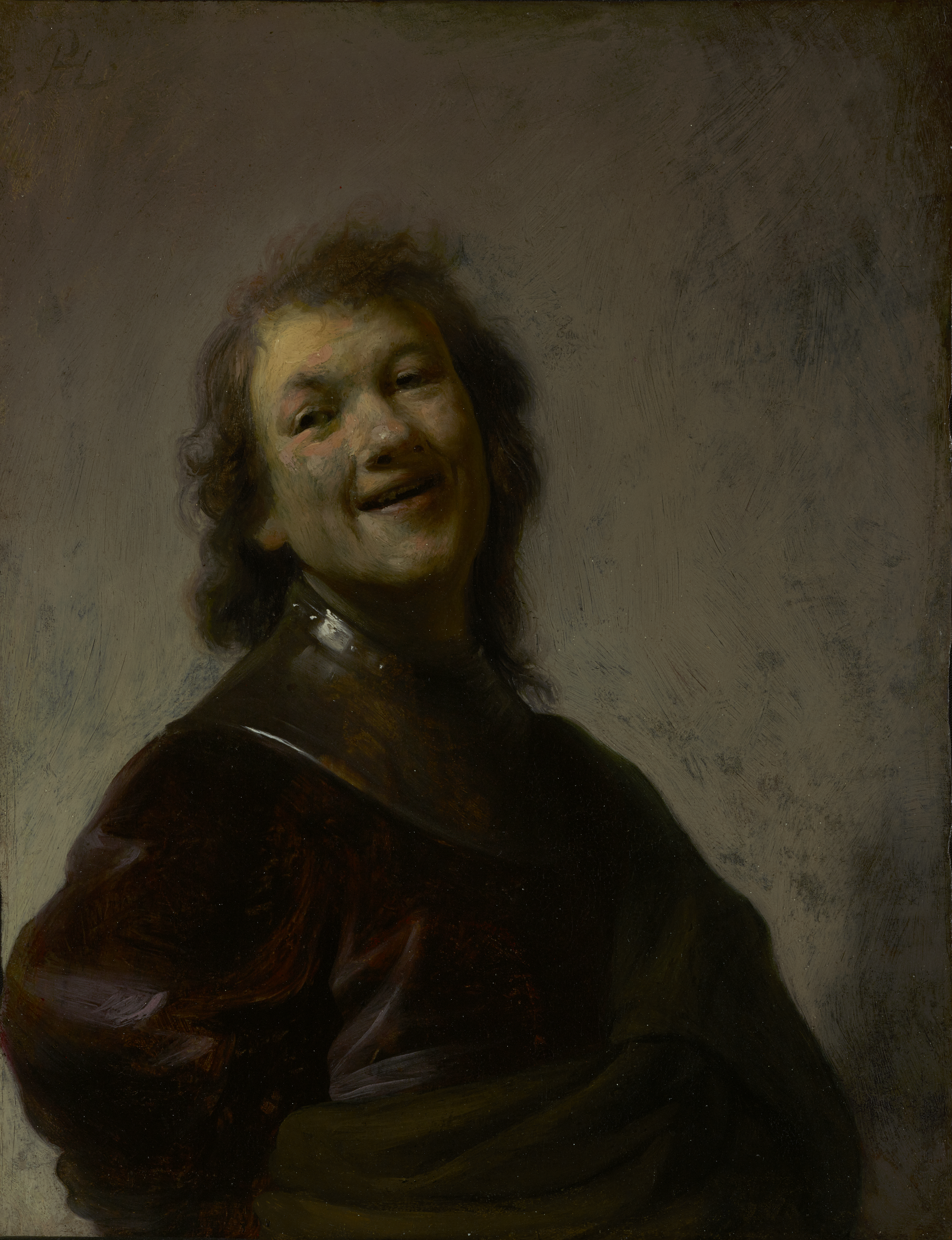
رمبراندخندان (۱۶۲۸)
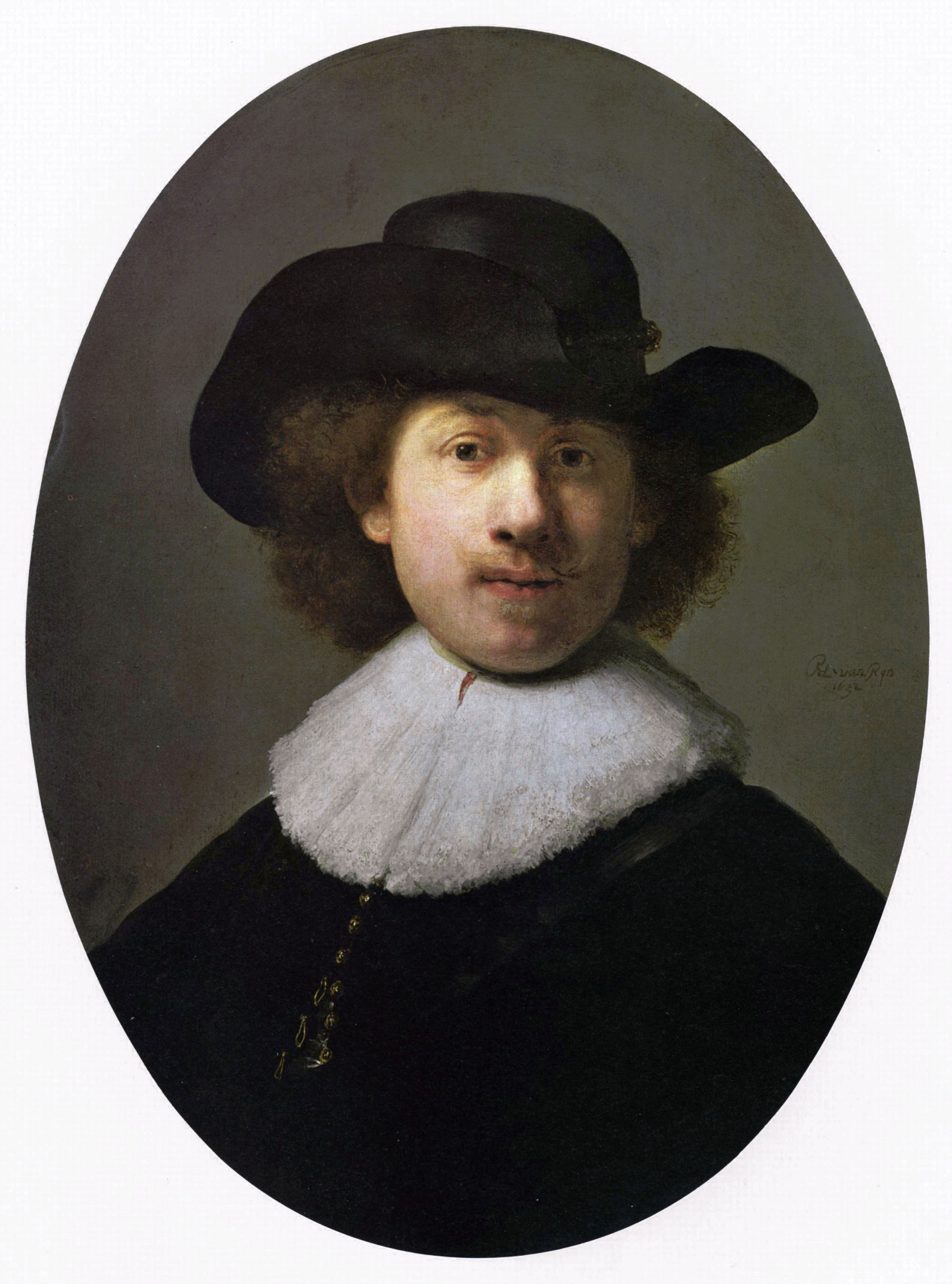
خودنگاره (۱۶۳۲)
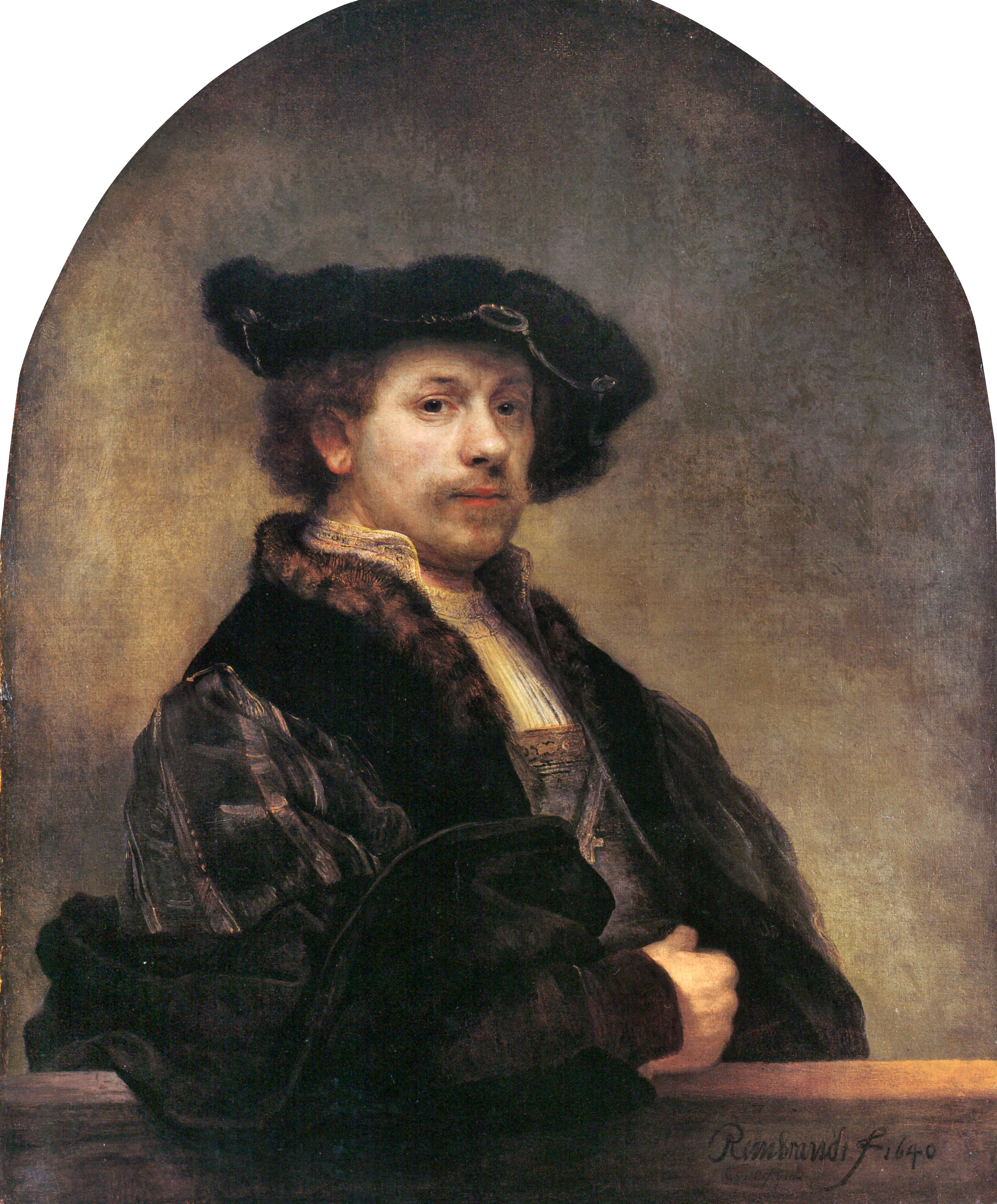
خودنگاره در سن ۳۴سالگی (۱۶۴۰)
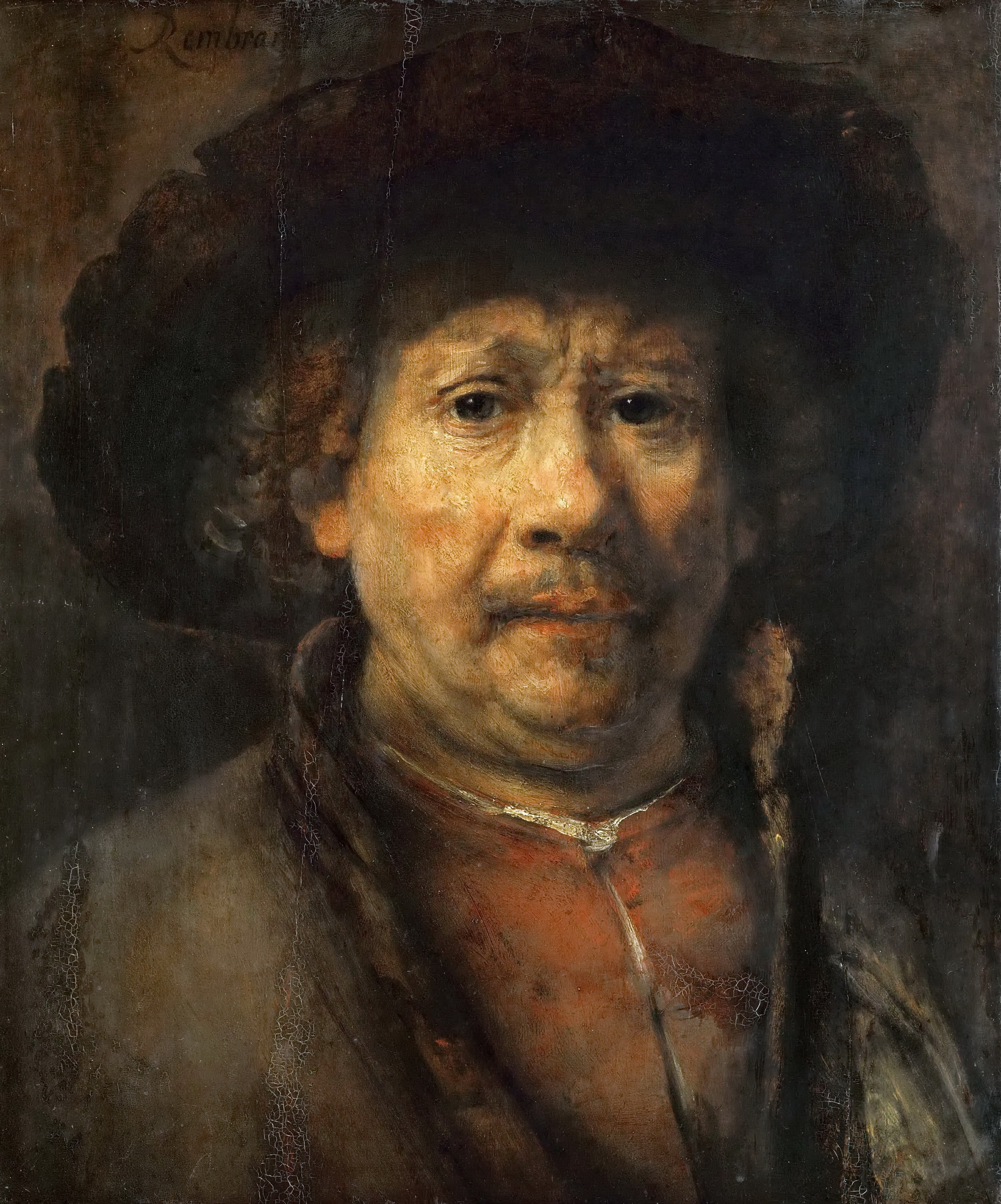
خودنگاره (احتمالاً۱۶۵۵)
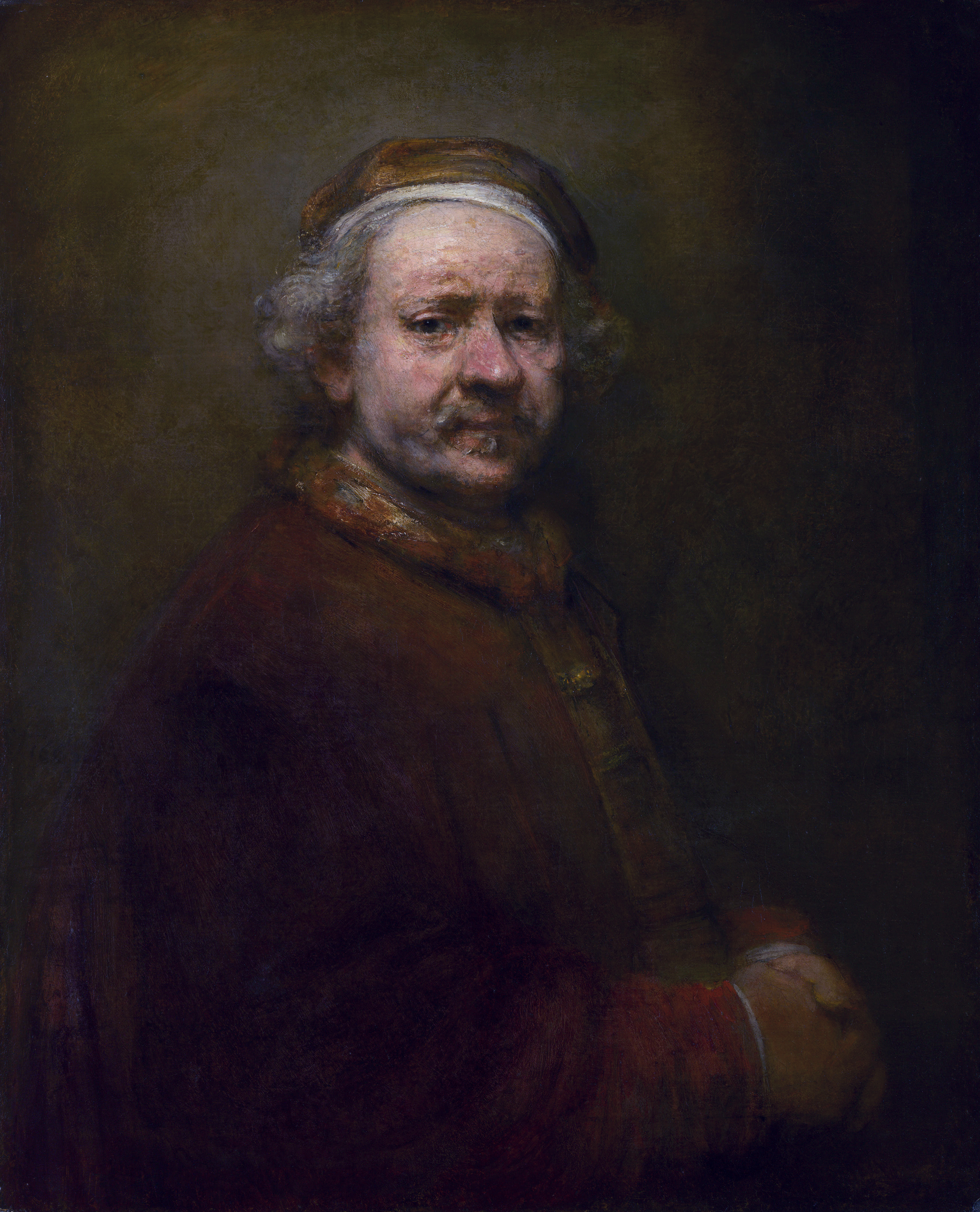
خودنگاره (۱۶۶۹)
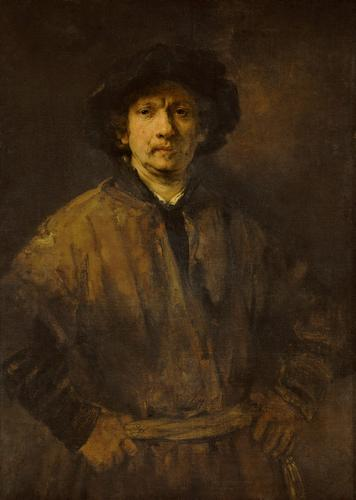
خودنگاره (۱۶۵۲)
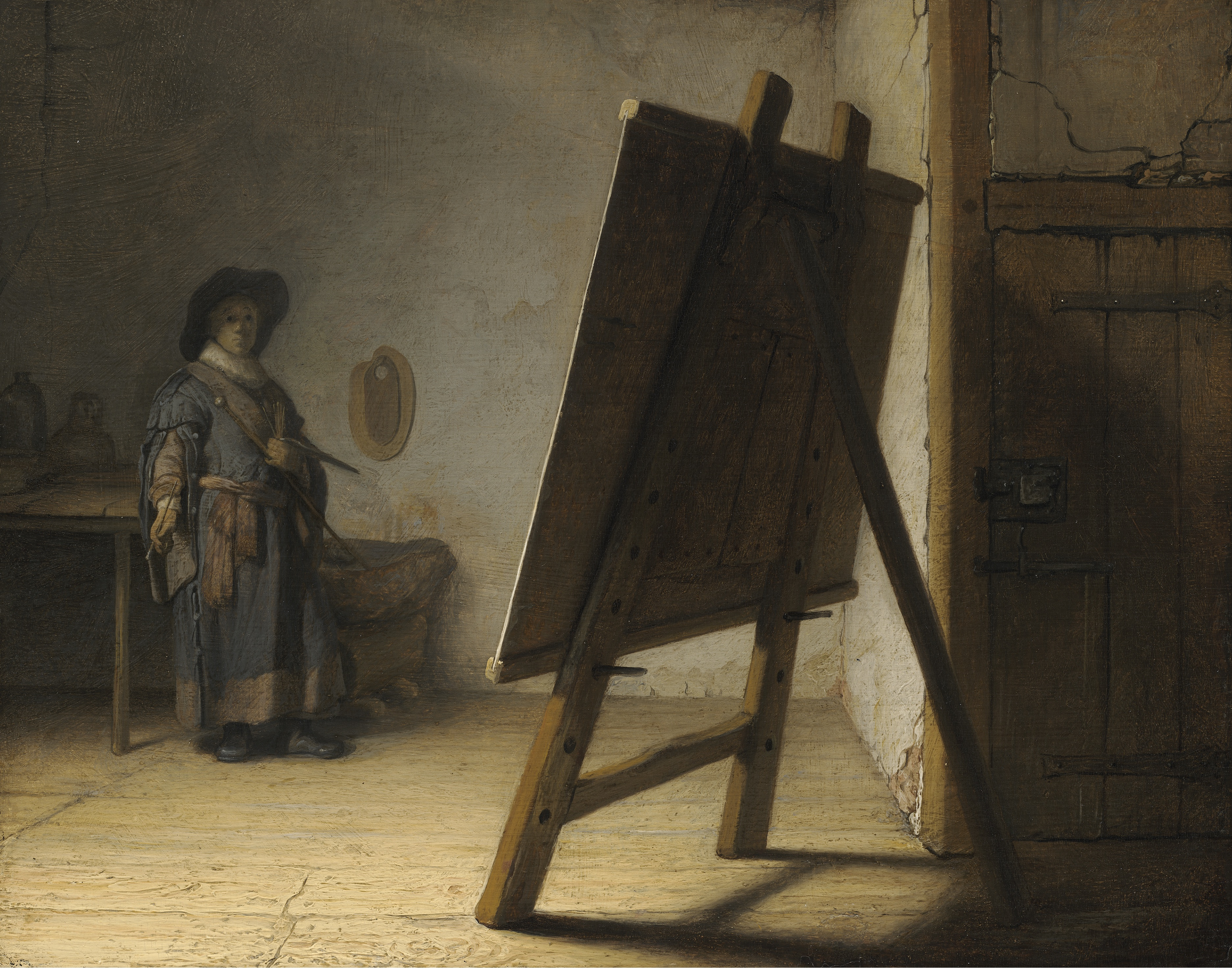
نقاش در کارگاهش (۱۶۲۶-۲۸)
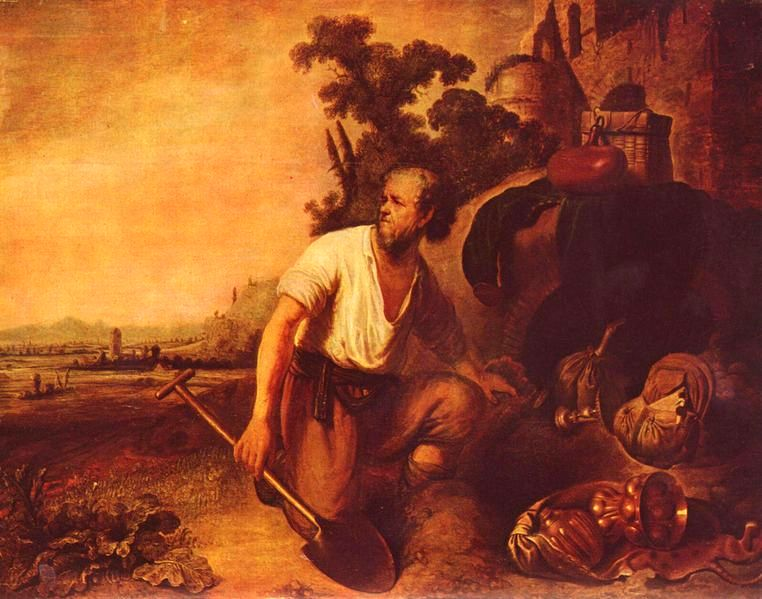
مثال گنج پنهان (احتمالاً۱۶۳۰)
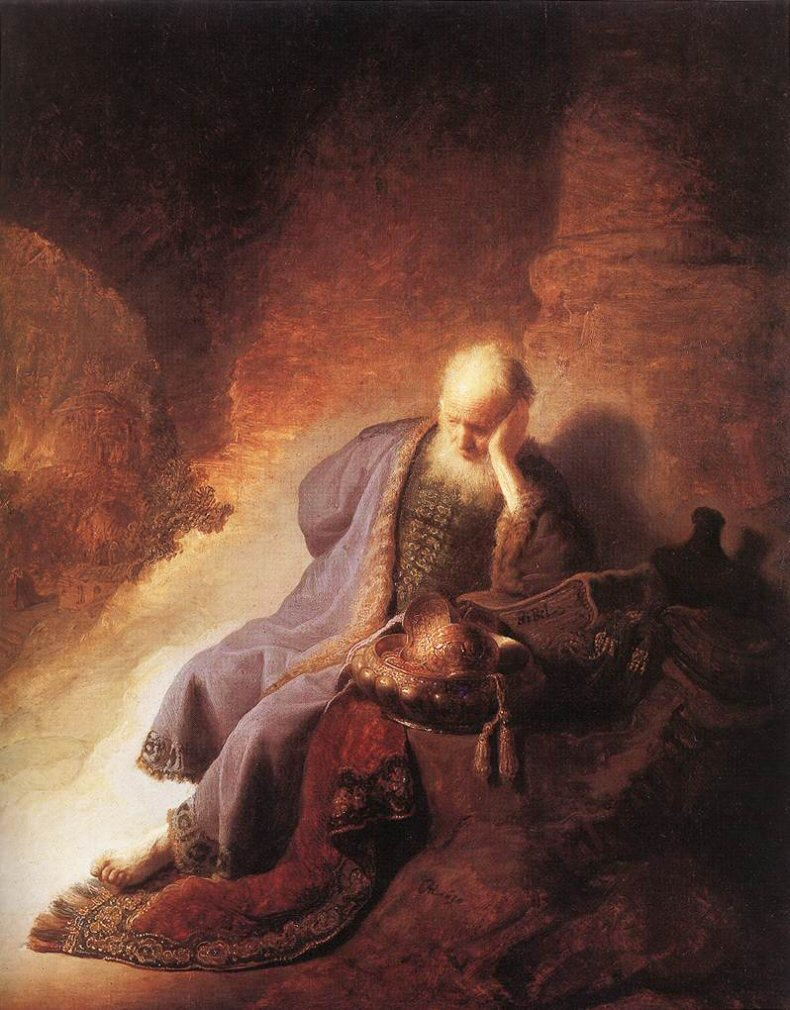
شیون ارمیا بعد از تخریب بیت المقدس (۱۶۳۰)
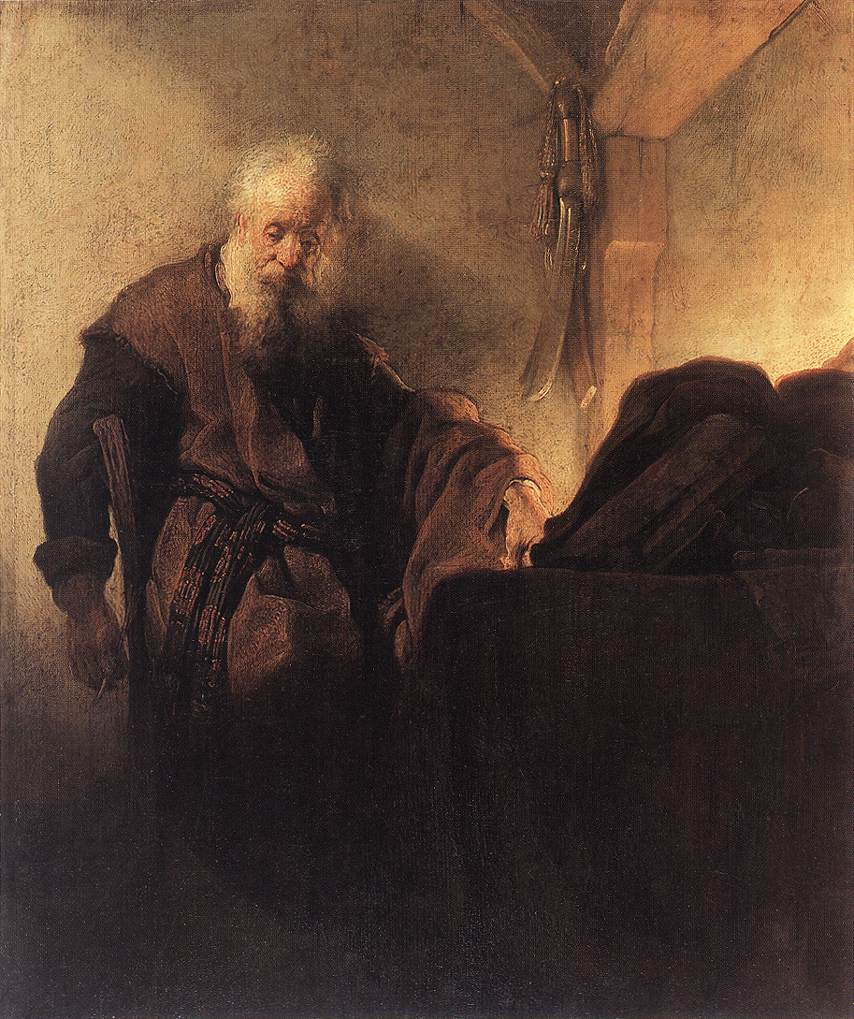
سنت پاول بر روی میزتحریرش (بین سال‌های ۱۶۲۹و۱۶۳۰)
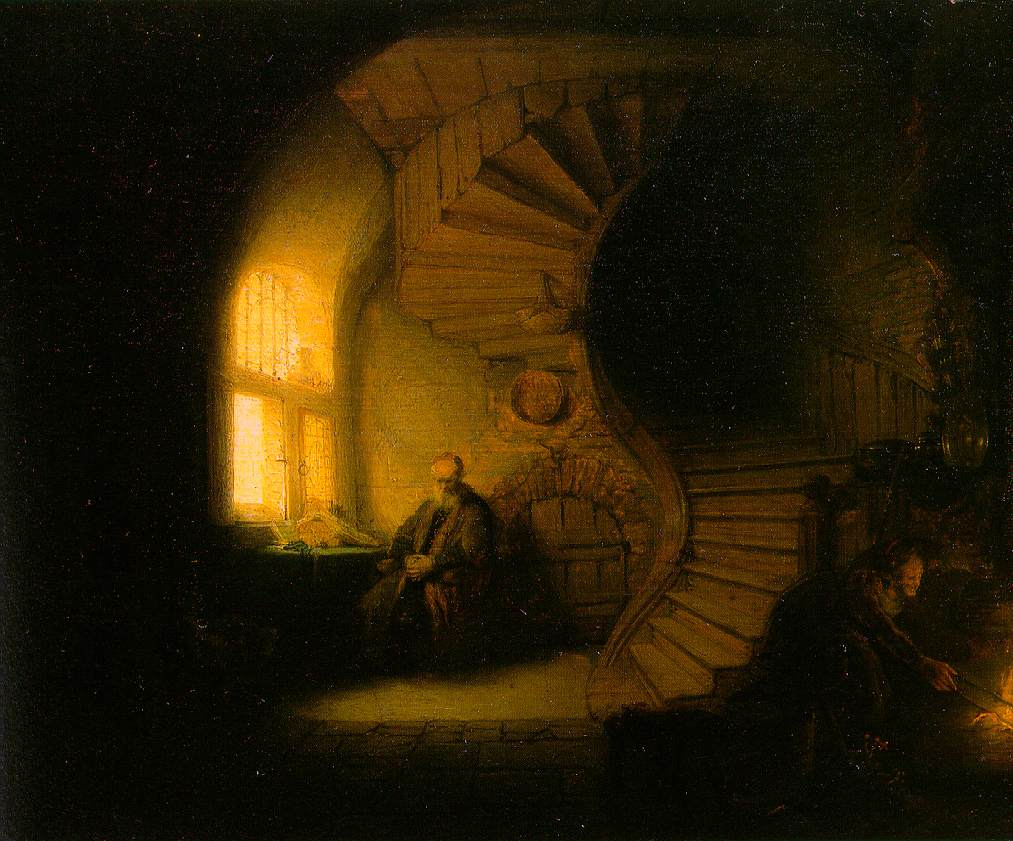
فیلسوف درحال اندیشیدن (۱۶۳۲)
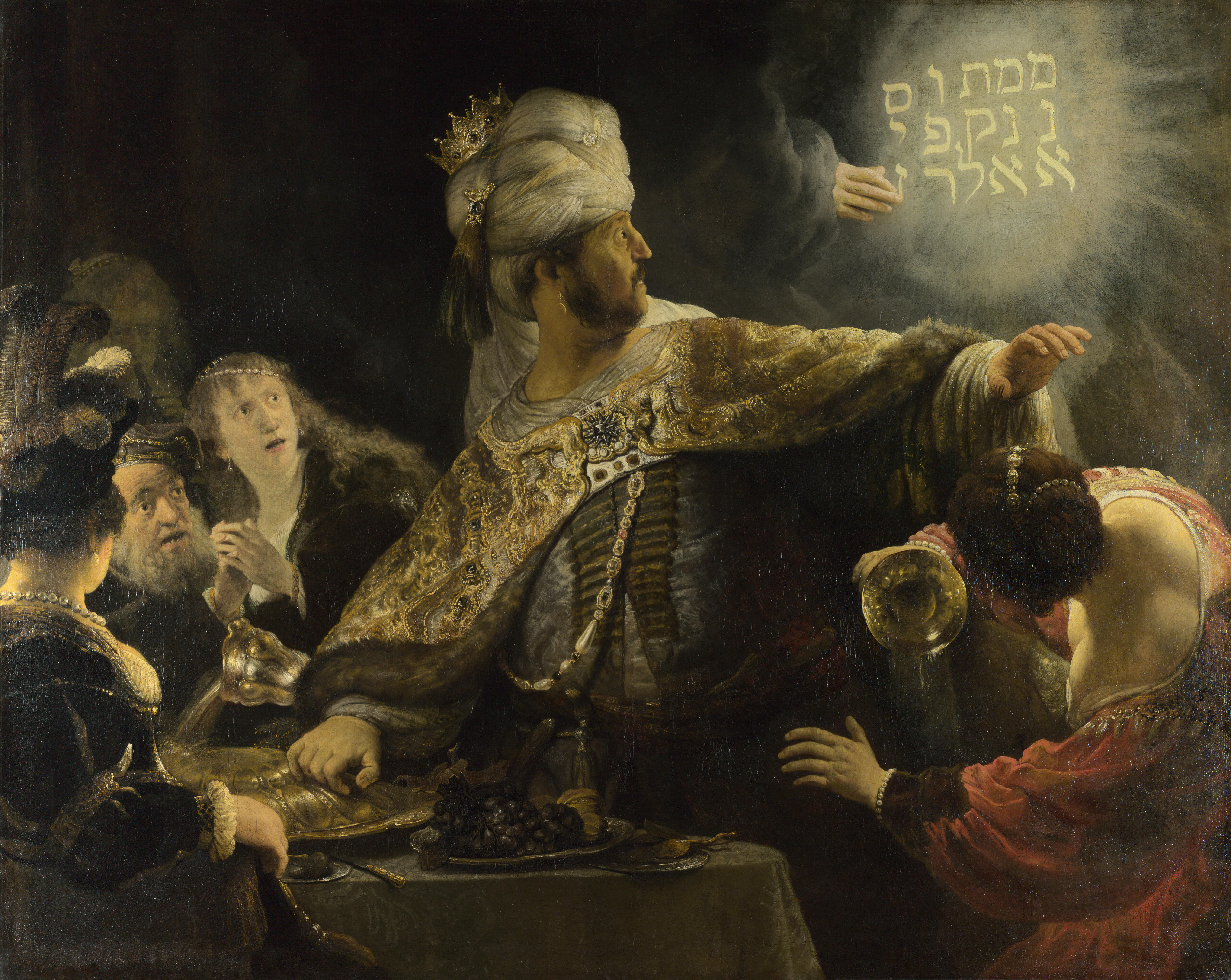
ضیافت در بلشصر (۱۶۳۵)
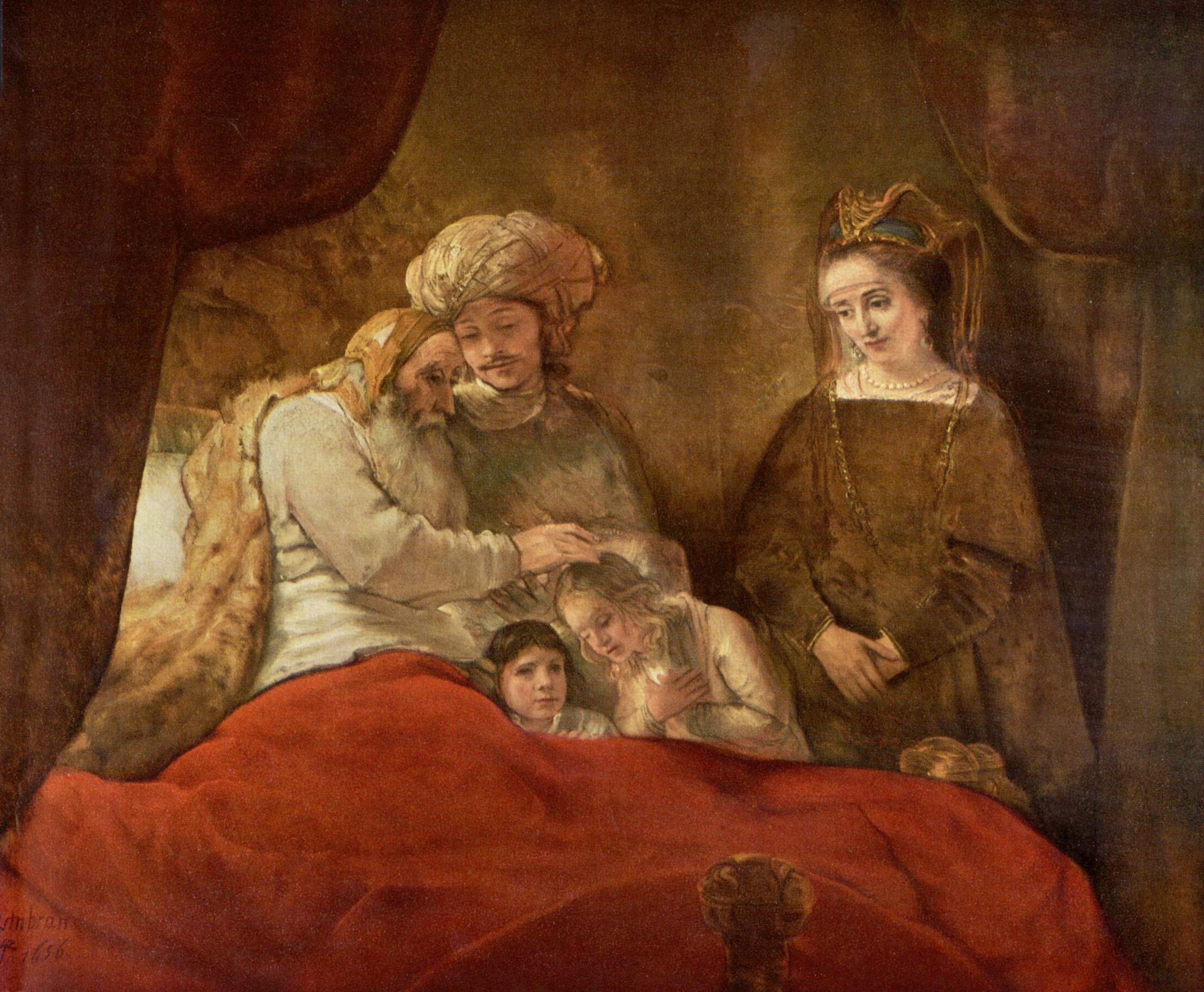
یعقوب درحال تبرک پسران یوسف (۱۶۵۶)
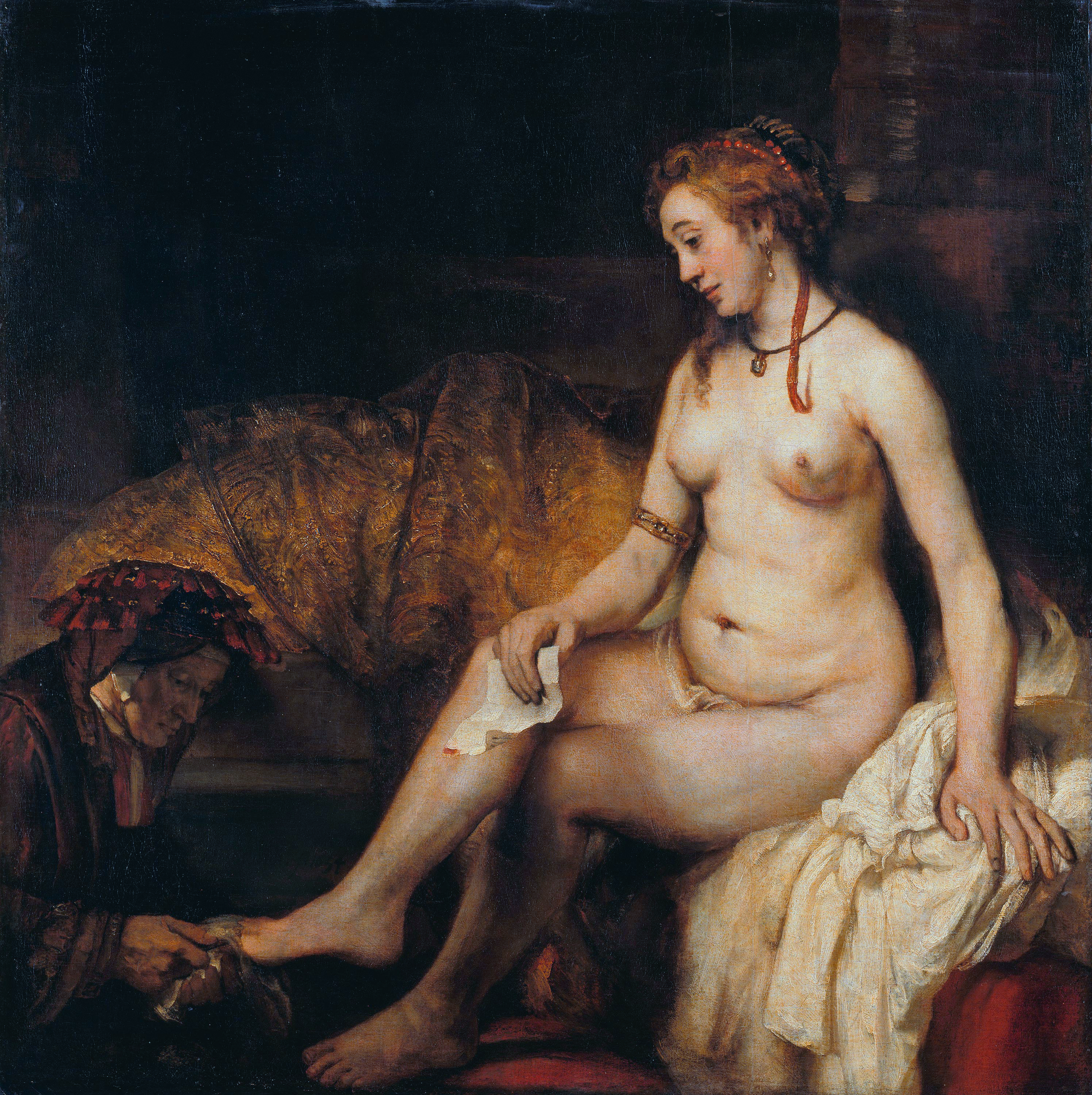
بثشبا با نامه داوود (۱۶۵۴)
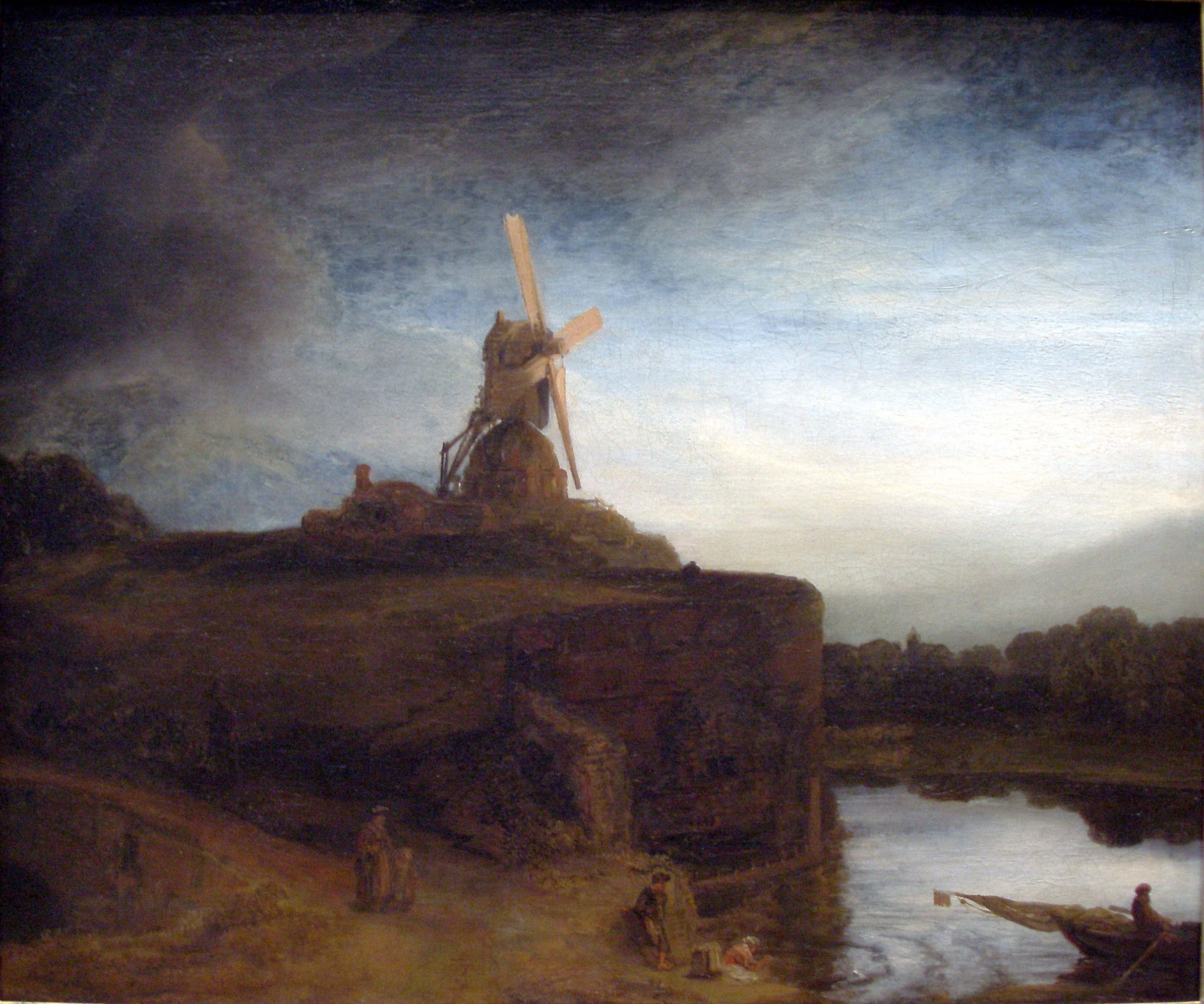
آسیاب (۱۶۴۵-۱۶۴۸)

## سرقت اثر از موزه ایزابل استوارت

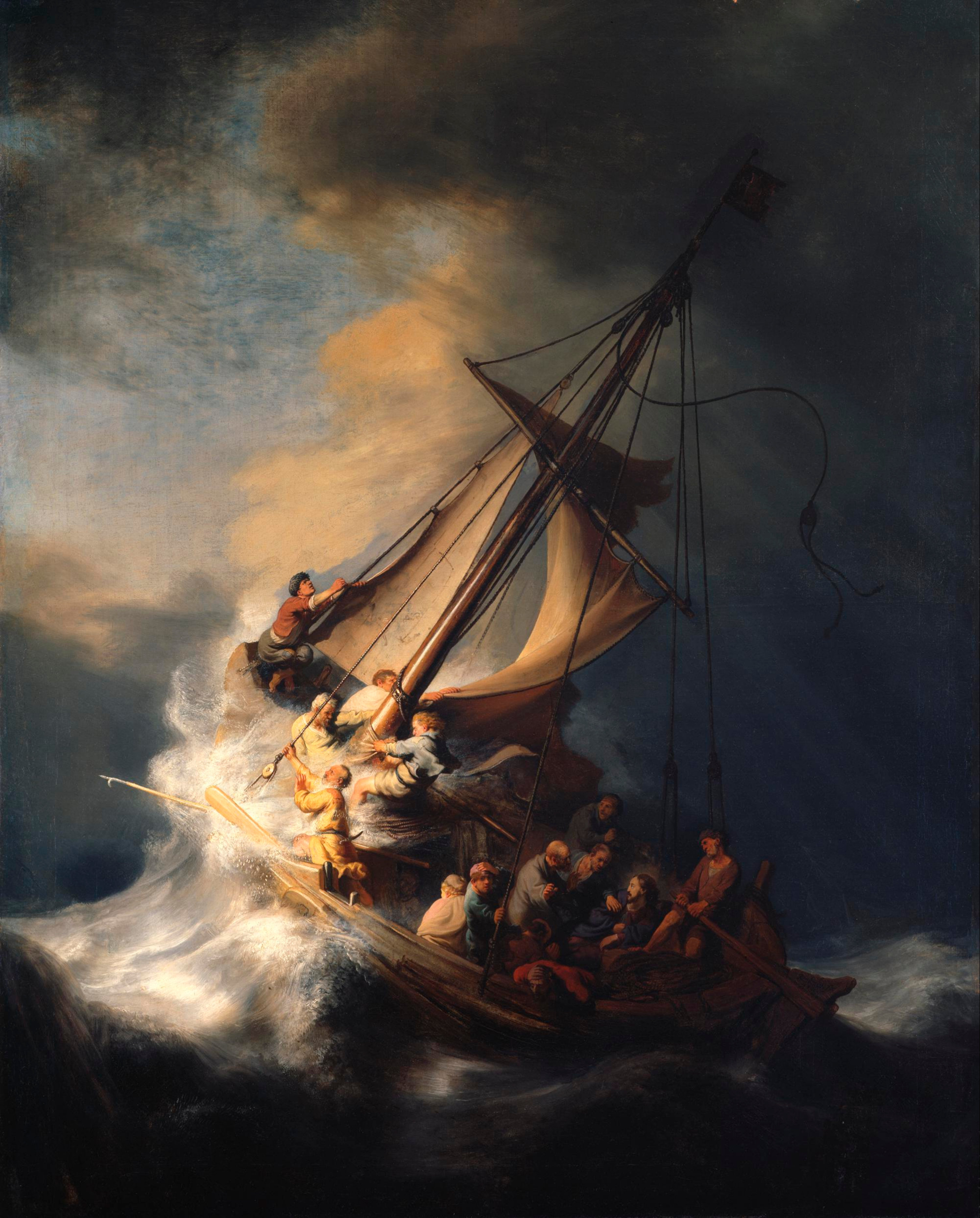
طوفان در دریای جلیل، ۱۶۳۳.

در سال ۱۹۹۰ طوفان در دریای جلیل که در سال ۱۶۳۳ میلادی کشیده شده‌است از موزه ایزابل استوارت به سرقت رفت.

## نگارخانه
- پِطرُس در زندان
۱۶۳۱ م.
موزه اسرائیل
- خودنگاره
(احتمالاً۱۶۲۹)
- خودنگاره
(احتمالاً۱۶۶۲)
- خودنگاره
(احتمالاً۱۶۳۹)
- رمبراندخندان
(۱۶۲۸)
- خودنگاره
(۱۶۳۲)
- خودنگاره در سن ۳۴سالگی
(۱۶۴۰)
- خودنگاره
(احتمالاً۱۶۵۵)
- خودنگاره
(۱۶۶۹)
- خودنگاره
(۱۶۵۲)
- نقاش در کارگاهش
(۱۶۲۶-۲۸)
- مثال گنج پنهان
(احتمالاً۱۶۳۰)
- شیون ارمیا بعد از تخریب بیت المقدس
(۱۶۳۰)
- سنت پاول بر روی میزتحریرش
(بین سال‌های ۱۶۲۹و۱۶۳۰)
- فیلسوف درحال اندیشیدن
(۱۶۳۲)
- ضیافت بلشصر
(۱۶۳۵)
- یعقوب درحال تبرک پسران یوسف
(۱۶۵۶)
- بثشبا با نامه داوود
(۱۶۵۴)
- آسیاب
(۱۶۴۵-۱۶۴۸)